# Sport automobile en France
Le sport automobile français entre dans la légende en créant la première compétition automobile de l'histoire avec l'épreuve Paris-Rouen le 22 juillet 1894. Le premier prix est partagé entre Panhard & Levassor et les fils de Peugeot frères.

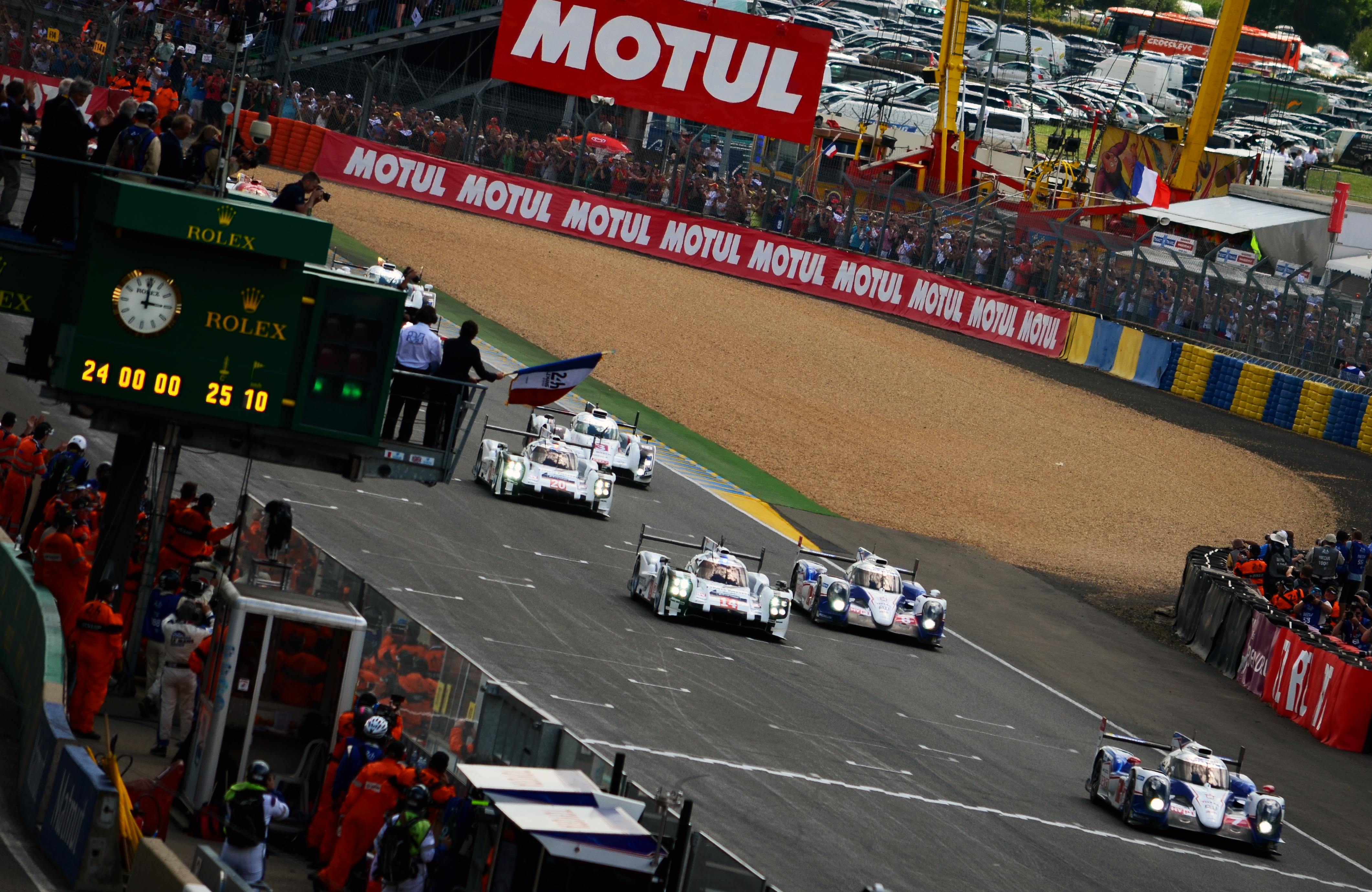
Départ des 24 Heures du Mans 2014.

## Historique

### La Belle-Époque (1887-1914)

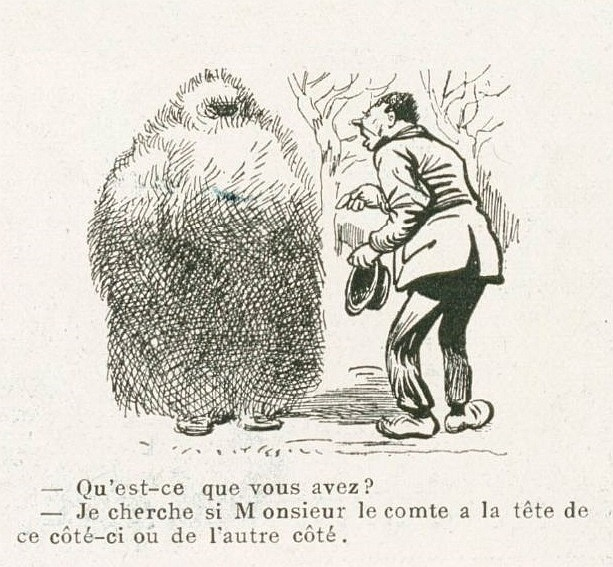
La semaine comique d'Henriot (La Vie au Grand Air).

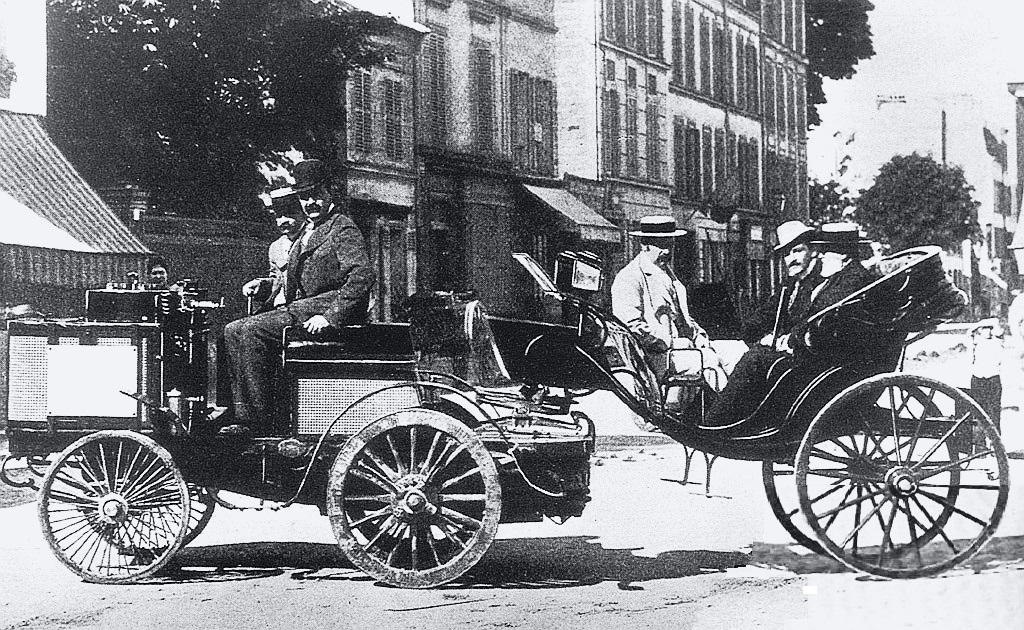
Jules-Albert de Dion en 1894 lors du concours Paris-Rouen.

La première compétition automobile se déroule le 20 avril 1887 : une course  entre Neuilly-sur-Seine et Versailles, organisée par le journal Le Vélocipède illustré. Une seule voiture (tricycle à vapeur De Dion-Bouton) participa à l'épreuve .
En 1895, la course Paris-Bordeaux-Paris a lieu, considérée comme la première vraie course longue distance, avec des points de passage obligatoires dans plusieurs villes. Émile Levassor remporte la course mais sa voiture (à deux places) ne respectant pas la condition requise d'une voiture à quatre places, la victoire est attribuée à Paul Koechlin sur sa Peugeot. Cette course démontra la domination des moteurs utilisant le pétrole sur la vapeur et l'électrique. Cette même année est fondée l'Automobile Club de France (ACF), qui organisera de nombreux événements lors des années suivantes.
En septembre 1896, la course Paris-Marseille-Paris a lieu. Au cours de cette épreuve Émile Levassor, cofondateur de Panhard et Levassor et vainqueur non-officiel de la précédente course, est victime d'un accident fragilisant gravement sa santé. Il décédera au cours des mois suivants.
En 1899, en association avec le journal Le Matin l'ACF crée le Tour de France automobile.
D'autres courses sont également organisées cette année dont Paris-Trouville, Paris-Ostende et Paris-Rambouillet, puis Toulouse-Paris (1900) et Paris-Berlin (1901), dans lesquelles les frères Marcel et Louis Renault se distinguent. À l'occasion des Jeux olympiques d'été de 1900 organisés à Paris, des épreuves automobiles ont lieu. Cinq épreuves d'endurance se déroulent à Vincennes, ainsi que la course Paris-Toulouse-Paris. Alfred Velghe remporte la catégorie des « plus de 400 kg » et les frères Renault la catégorie « voiturette ».

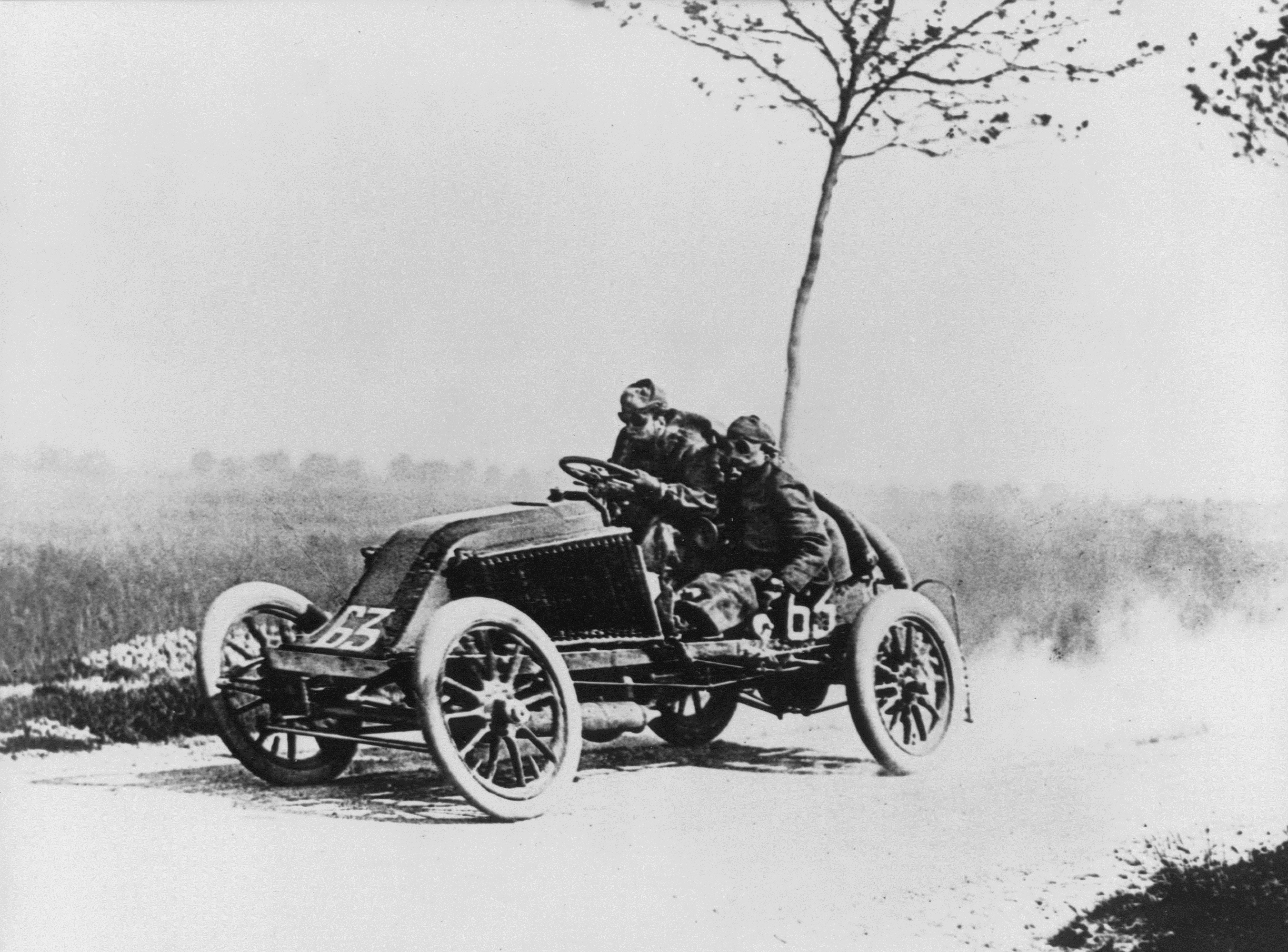
La voiture de Marcel Renault en 1903

De nombreuses courses régionales se déroulent partout en France reliant diverses villes et des courses de côte. En 1897, André Michelin remportent la course Marseille-Nice-La Turbie. Les années qui suivent cette épreuve marquent l'arrivée en France de la concurrence allemande, et notamment celle de Mercedes, Paul Meyan -alors directeur de l'Automobile Club de France- déclarant ainsi avec anticipation : « Nous sommes entrés dans l'ère Mercedes » (avant l'arrivée de la Blitzen-Benz, en 1909).
Le 18 décembre 1898, Gaston de Chasseloup-Laubat est le premier à établir un record de vitesse terrestre en atteignant 63,15 km/h sur une voiture électrique. Durant toute l'année qui vient, la concurrence avec le Belge Camille Jenatzy fait changer le record de main à cinq reprises. L'arrivée du moteur à explosion va permettre d'établir de nouveaux records. À partir de 1924, les Britanniques, puis, après la guerre, les Américains, repousseront encore plus cette limite.
En 1899, l'Automobile Club béarnais organise la course Pau-Bayonne-Pau (qui deviendra en 1933 le Grand Prix de Pau) remportée par Albert Lemaître sur Peugeot.

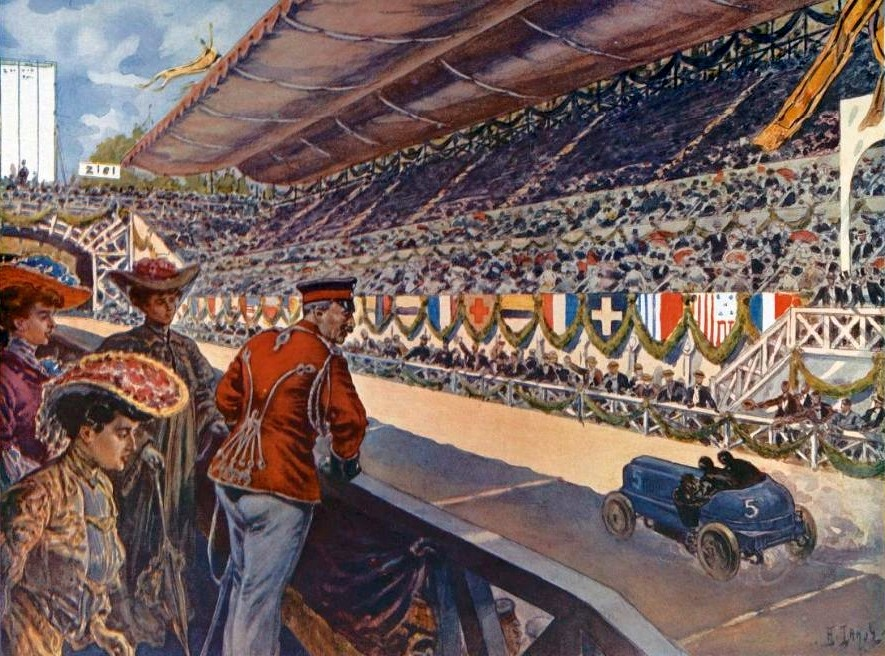
Léon Théry victorieux devant Guillaume II en 1904 (Coupe Gordon Bennett).

De 1900 à 1905, James Gordon Bennett junior, propriétaire du New-York Herald propose l'organisation d'une coupe où s'affronteront des équipes nationales. La France organisera intégralement trois éditions de la Coupe automobile Gordon Bennett, et la remportera  en 1900, 1901, 1904 et 1905, Panhard dominant les compétitions organisées au seuil du XXe siècle. Lors de ces courses la couleur bleu de France devient la livrée nationale utilisée jusqu'en 1968 en Formule 1.
En 1903 se déroule la course automobile Paris-Madrid. Cette course est marquée par de nombreux accidents entrainant la mort de plusieurs passants et de concurrents dont celle de Marcel Renault. Les membres de l'ACF, organisateurs, finissent par suspendre la course.
À la suite de ces tragédies, l'ACF et les autorités décident d'organiser les prochaines épreuves sur circuit. En 1906 a ainsi lieu le premier Grand Prix automobile de l'histoire, le Grand Prix de l'Automobile Club de France. Le pilote austro-hongrois Ferenc Szisz remporte la course au volant d'une Renault. Paul Baras aura le record du tour pour cette édition. Le premier Français Albert Clément est troisième, il se tuera l'année suivante, lors des essais du Grand Prix de France 1907 (de même que Marius Pin, lors des entraînements préliminaires). En 1908, Henri Cissac meurt en course sur Panhard, puis en 1911 Maurice Fournier sur Corre La Licorne.
Jusqu'en 1914, le GP de France restera l'unique Grande Épreuve européenne de l'année. Il faudra attendre 1911 pour voir un Français, Victor Hémery (champion des États-Unis en 1905 après le Parisien d'adoption George Heath pour l'année précédente), remporter cette course et 1912 pour voir un autre Français, Georges Boillot, gagner à bord d'une voiture française (Peugeot).
En 1913, Jules Goux devient le premier Européen à gagner les 500 miles d'Indianapolis (5 participations, deux podiums). C'est au tour de René Thomas l'année suivante, sur Delage (4 participations, deux podiums).
La Première Guerre mondiale entraina la suspension de quasiment toutes les épreuves automobiles en France, et marque ainsi la fin d'une suprématie française sur le sport automobile.

### Les années folles (1921-1939)

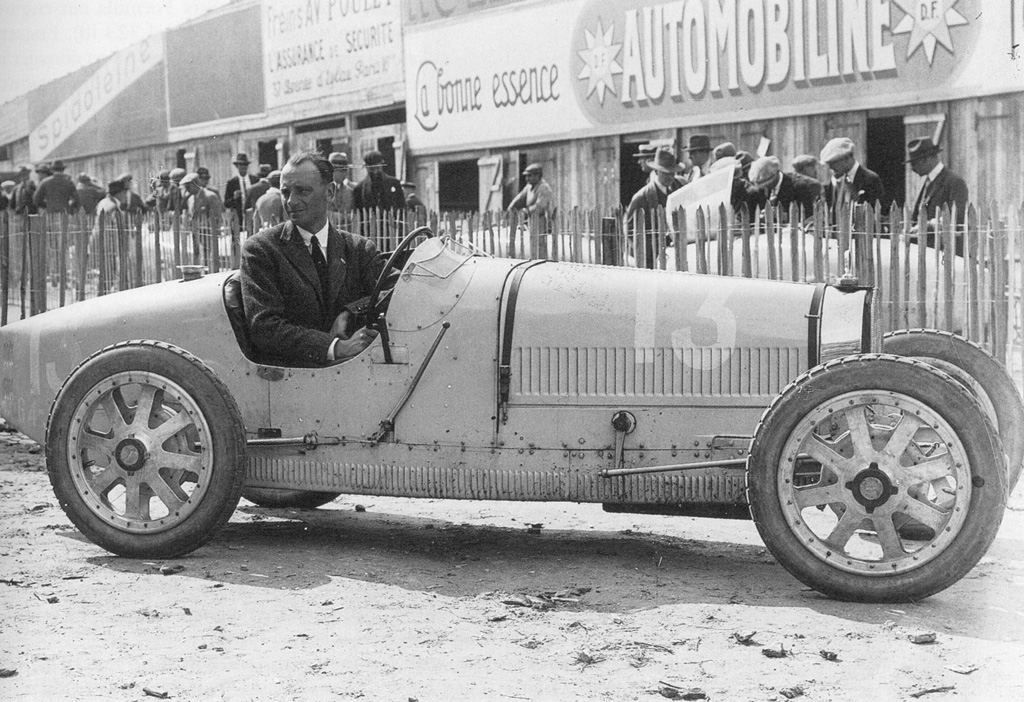
Meo Costantini, pilote Bugatti, lors du GP de l’ACF 1924.

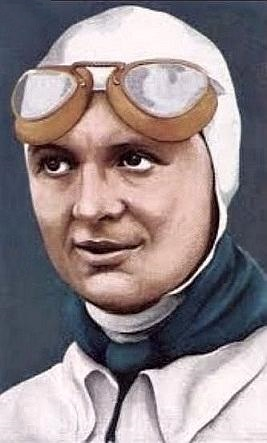
Louis Chiron durant les années 1930.

En 1920, Gaston Chevrolet (né en France de parents suisses) remporte les 500 miles d'Indianapolis, puis en 1921 le Championnat américain de course automobile. Cette même année, le Grand Prix de France se tient de nouveau. Cette course est désormais une épreuve comptant pour le Championnat automobile, au côté du Grand Prix d'Italie et des 500 miles d'Indianapolis puis en 1923 du Grand Prix de Belgique. En ce début des années 1920, les pilotes et les écuries français peinent à concurrencer les américains et surtout les italiens qui remportent entre 1919 et 1924, 34 Grands Prix, conduisant souvent sur leurs marques nationales telles que Alfa Romeo et Fiat, contre huit seulement pour les pilotes français.
En 1922, une première épreuve endurance de 24 heures est créée : le Bol d'or où, conjointement, se déroule une épreuve automobile et une épreuve motocycliste. En 1923, l'Automobile Club de l'Ouest organise les premiers 24 Heures du Mans. L'épreuve est remportée par André Lagache et René Léonard sur une Chenard & Walcker.
En 1924, le Rallye automobile Monte-Carlo fait son retour après deux éditions en 1911 et 1912, la majorité du parcours se déroulant dans les départements des Alpes-Maritimes. Le Belge Jacques Edouard Ledure est vainqueur sur la marque française Bignan. L'année suivante Renault bat début juin le record du monde des 24 Heures avec une 40 chevaux-sport strictement de série, entre les mains de Garfield et Plessier à Montlhéry.

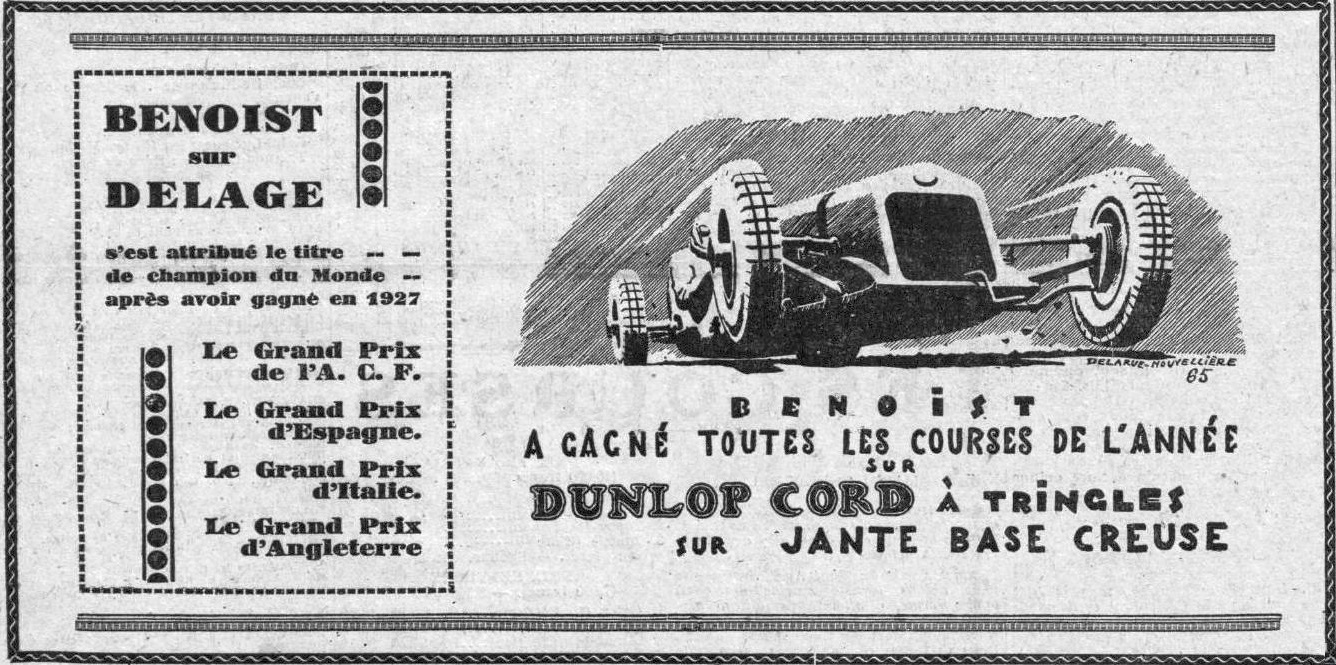
Robert Benoist et Delage, en 1927.

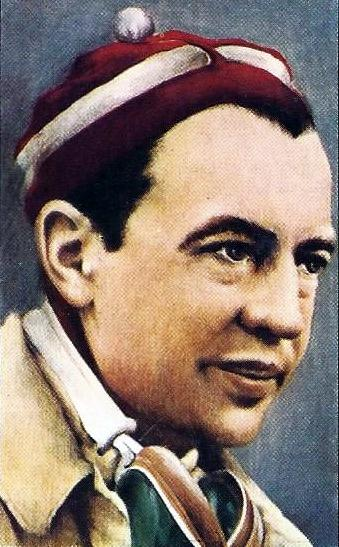
Jean-Pierre Wimille.

Toujours à partir de 1925, et ce pour une décennie (hormis l'année 1927 où Robert Benoist remporte quatre Grand Prix majeurs sur sa Delage 15-S-8), les conducteurs évoluant sur Bugatti écraseront la concurrence. Le pilote Albert Divo ainsi que le monégasque Louis Chiron seront parmi les pilotes de cette marque qui feront d'elle une des plus célèbres du sport automobile mondial. Les Bugatti resteront invaincues lors du GP de France de 1928 à 1931, Divo terminant troisième du premier Championnat d'Europe des pilotes en 1931. En 1926, Bugatti remporte le Championnat du monde des manufacturiers, titre que remporte Delage l'année suivante avec sa Delage 155B après avoir été deuxième en 1926. Les progrès d'Alfa Romeo et les arrivés de Maserati et de Mercedes-Benz marquèrent la fin de la domination de la Bugatti Type 35. L'entreprise, alors au faîte de sa gloire, déclina lors des années 1930, puis fragilisée par la mort brutale de l'« héritier » Jean Bugatti en 1939, puis la guerre et enfin le décès du fondateur Ettore Bugatti marqua la fin de l'entreprise mythique.
Durant les années folles, de plus en plus de nouvelles épreuves sont créées à travers la France comme le GP de Dieppe et d'Albi, mais aussi dans les territoires français d'Afrique du Nord à Oran ou à Carthage. Les dernières années avant la Seconde Guerre mondiale montrera la domination des marques allemandes avec Mercedes et Auto Union. En 1936 et 1937, en réponse à la domination des monoplaces germaniques dans les épreuves de Grand Prix, la France organise une série d'épreuves type GP pour voitures de sport, à Marseille, Reims-Gueux, Saint-Gaudens, Pau et Bône, remportées par Jean-Pierre Wimille sur Bugatti (modèles T59/57 et T57G).
La Seconde Guerre mondiale marquera également le destin de plusieurs pilotes. Robert Benoist, Robert Mazaud et Jean-Pierre Wimille s'engagent ainsi aux côtés de William Grover-Williams dans le Special Operations Executive. Benoist est déporté à Buchenwald et exécuté septembre 1944, tandis que Williams subira un sort similaire en étant exécuté à Sachsenhausen en mars 1945. René Dreyfus (de religion juive) s'exile aux États-Unis en 1940 et rejoint l'armée américaine. Pierre Louis-Dreyfus rejoint les Forces aériennes françaises libres en 1943. Raymond Sommer et Pierre Veyron s'engagent également dans la résistance. Hellé Nice fut contrainte de mettre fin à sa carrière en 1949 à la suite des accusations (jamais prouvées) de Louis Chiron. Violette Morris quant à elle, membre de la Gestapo française est assassinée par des maquisards en avril 1944.

### Les années d'après guerre
L'année 1946 marque le retour des Grands Prix en France avec des épreuves telles que le GP de Nice, de Marseille, etc. Seule la marque française Talbot est victorieuse durant quelques épreuves, les premières places étant trustées par les marques italiennes, profitant de l'absence de voitures allemandes. Jean-Pierre Wimille, pilote Bugatti avant la guerre, marque le sport automobile lors des courses d'après-guerre en enchaînant les victoires sur Alfa Romeo, Juan Manuel Fangio l'ayant lui-même pour modèle. En 1949, Wimille se tue au volant de sa voiture lors du Grand Prix de Buenos Aires, alors qu'il était donné favori du futur championnat de Formule 1 devant débuter en 1950.
Cette année fut également celle de la reprise des 24 Heures du Mans. Si Louis et Jean-Louis Rosier remportent l'édition de 1950, et ce malgré le grand nombre de pilotes français, les pilotes britanniques au volant des Jaguar et des Aston Martin s'adjugent le plus souvent les premières places. À partir de 1953, les épreuves d'endurance sont regroupées au sein du Championnat du monde des voitures de sport.
En 1950, toutes les grandes épreuves sont regroupées au sein du Championnat du monde de Formule 1. Elles sont maintenant intégralement gérées par la Fédération internationale de l'automobile, un organisme internationale dirigé par Jehan de Rohan. Neuf écuries françaises participent, huit utilisant des voitures de la marque Talbot-Lago. Affrontant les grands pionniers de la Formule 1 tels que Fangio et Farina, Louis Rosier atteint à deux reprises la troisième place, en Belgique et en Suisse, et finit quatrième au classement final. En 1951, le pilote ne marque que trois points et termine à la treizième place, une nouvelle écurie italienne faisant son apparition : Ferrari. L'édition 1952 marque le départ d'Alfa Romeo et le retour de nombreux pilotes et marques allemands qui néanmoins ne marquent aucun point.

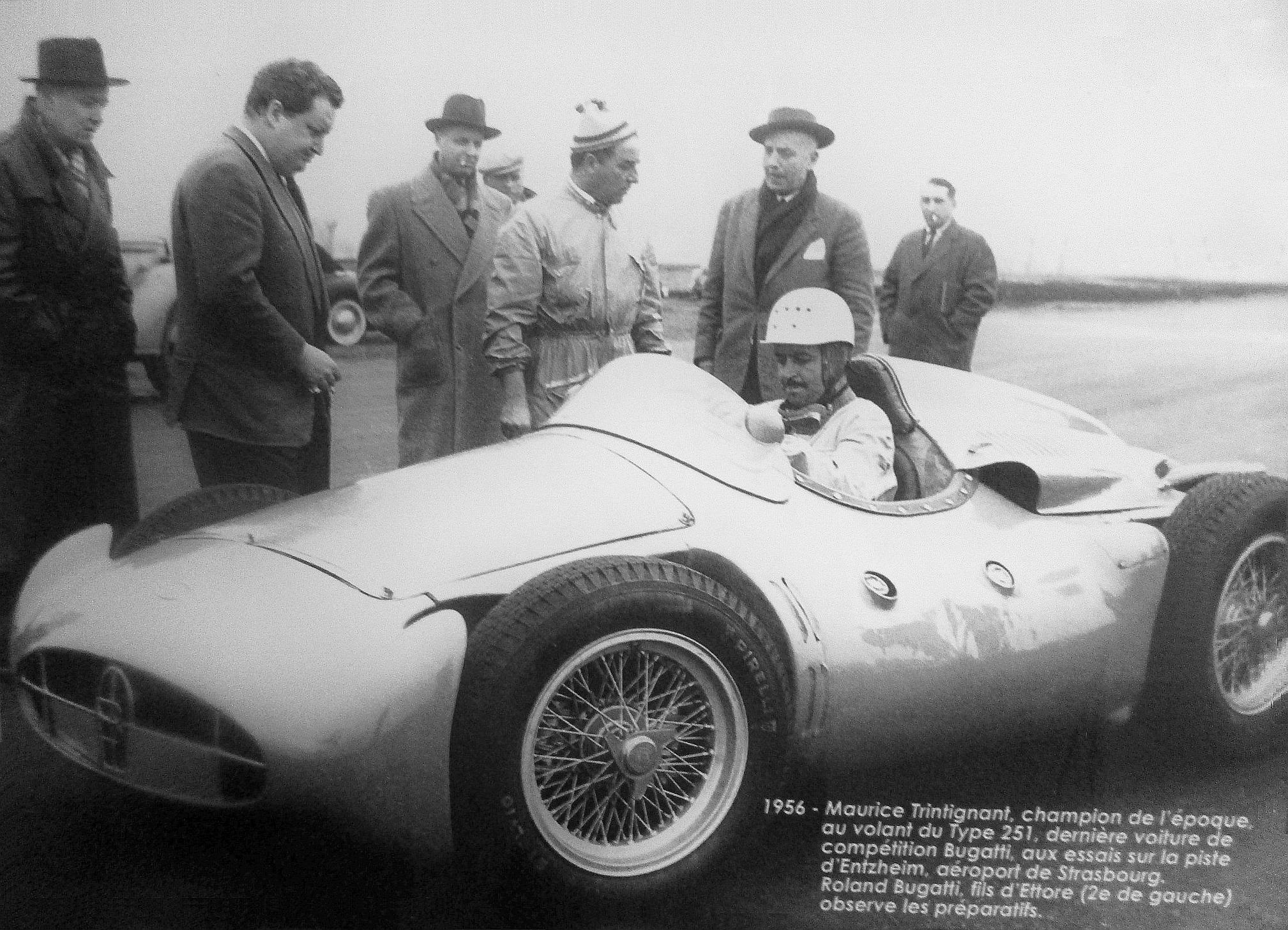
Maurice Trintignant en 1956 sur Bugatti T251 (2e à G. Roland Bugatti).

Il faut attendre 1955 pour voir un pilote français, Maurice Trintignant, s'imposer lors d'un Grand Prix (à Monaco), pour la première fois depuis la création du Championnat de Formule 1. Celui-ci s'était imposé lors des 24 Heures du Mans l'année précédente pour la première fois depuis les victoires des Rosier en 1950, et il faudra de nouveau attendre jusqu'en 1964 pour revoir un pilote français vainqueur au Mans. Il est avec Jean Behra, l'unique pilote français à concourir tout au long des années 1950.
L'année 1955 est surtout marquée par l'accident lors des 24 Heures du Mans. La voiture de Pierre Levegh décolle et s'écrase dans la foule à la suite d'un accrochage. L'accident fait 84 victimes (dont Levegh) et de nombreux blessés dans ce qui reste le plus grave accident au cours d'une course automobile. Toutes les épreuves automobiles se déroulant en France sont annulées à la suite de ce drame, la Suisse interdisant même définitivement toute course sur son territoire (hors courses de côte).
Durant le championnat de Formule 1, les pilotes participent également à des courses de Formule 2 qui se déroulent sans être regroupées sous la forme d'une championnat jusqu'en 1967. Behra et Trintignant remporteront de nombreuses victoires dans cette catégorie, notamment au GP de Pau (certaines comptant dans la catégorie F1), où les deux pilotes remportent à tour de rôle les éditions de 1954 à 1959.

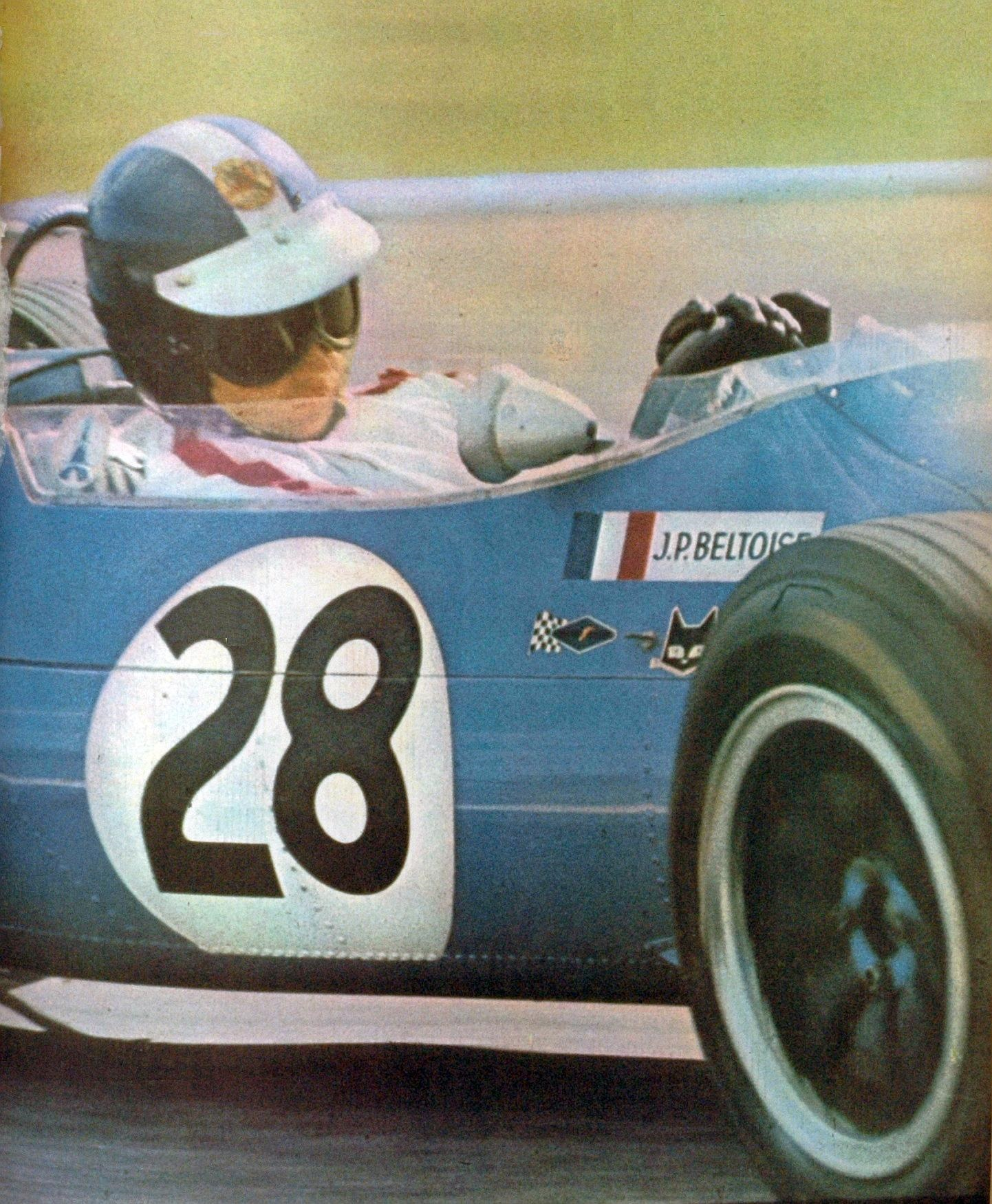
Jean-Pierre Beltoise en 1967.

Le début des années 1960 est assez terne pour les pilotes français ; un seul pilote français remporte les 24 Heures du Mans en 1964. Néanmoins à partir 1965, une nouvelle écurie, Matra Sports, s'implique dans les compétitions avec une nouvelle génération de pilotes français, Jean-Pierre Beltoise, Henri Pescarolo, Jean-Pierre Jaussaud, Gérard Larrousse, Johnny Servoz-Gavin et avec l’apport de pilotes étrangers comme Chris Amon, Graham Hill ou Jackie Stewart. 
En 1966, Jean-Pierre Beltoise fait ses débuts en Formule 1 et entame une carrière de neuf saisons de Grand Prix, couronnée par un succès en 1972 au Grand Prix de Monaco : il a entre-temps, en 1968, remporté le championnat d'Europe de Formule 2. Il remporte également 4 manches du championnat du monde des voitures de sport 1974. 
En 1968, le britannique Jackie Stewart remporte trois courses puis six courses en 1969, offrant le titre constructeur à Matra. Henri Pescarolo fait ses débuts en Formule 1 avec l'écurie française, après avoir remporté le Championnat de France de Formule 3 en 1967 et terminé vice-champion d'Europe de Formule 2 en 1968. Après un grave accident en 1969 et une année terne en 1970, il se tourne vers les épreuves d'endurance, remportant les 24 Heures du Mans en 1972, 1973, 1974 et 1984. 

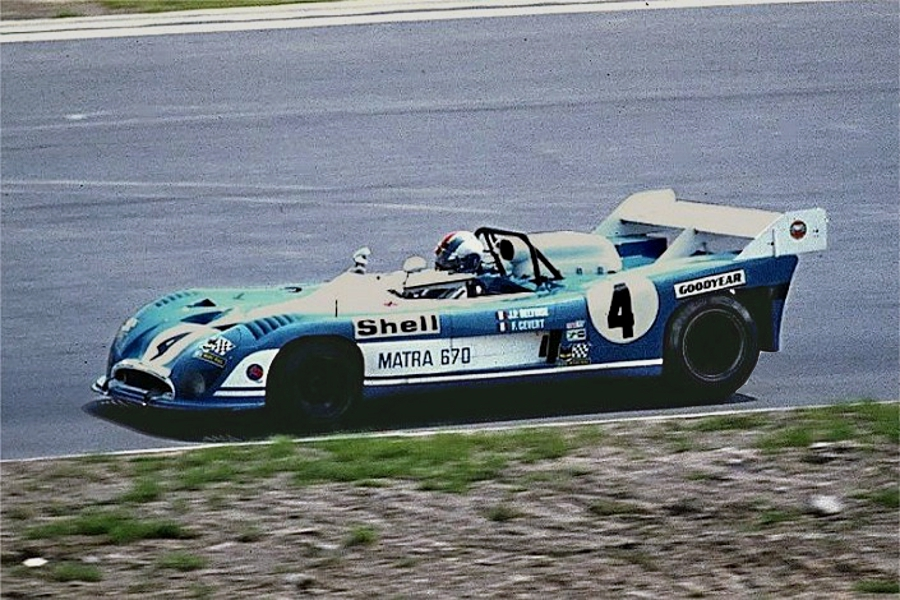
François Cevert, Matra 670, au Nürburgring en 1973

En 1971, François Cevert termine troisième du championnat de Formule 1, meilleur classement pour un Français depuis le début de la F1. En 1973, le pilote termine six fois la deuxième place d'un Grand Prix derrière son coéquipier Jackie Stewart. Celui-ci prenant sa retraite à la fin de la saison, Cevert est donné favori pour le championnat 1974. Malheureusement, comme de nombreux grands pilotes français avant lui, il est victime d'un accident mortel à la suite d'une sortie de route en octobre 1973. 
En 1973 se déroule le premier Championnat du monde des rallyes que les Alpine-Renault remportent. En 1978 est lancé le projet d'un rallye-raid en Afrique partant de Paris, le premier rallye étant Pékin-Paris de 1907, et, en janvier de la même année 1978, trois français occupent les trois premières places du Rallye Monte-Carlo. De 1979 à 2008, le Rallye Paris-Dakar se tiendra (le départ n'étant pas toujours lancé à Paris même), avant d'être délocalisé en Amérique du Sud en 2010. Stéphane Peterhansel remportera cinq fois le titres en auto avec 65 victoires.
En 1979, Jean-Pierre Jabouille sur Renault, remporte le GP de France, première fois pour une écurie française depuis 1969, pour un pilote français depuis 1948 et pour un doublé français pilote/écurie depuis 1936 avec Wimille et Sommer sur Bugatti.

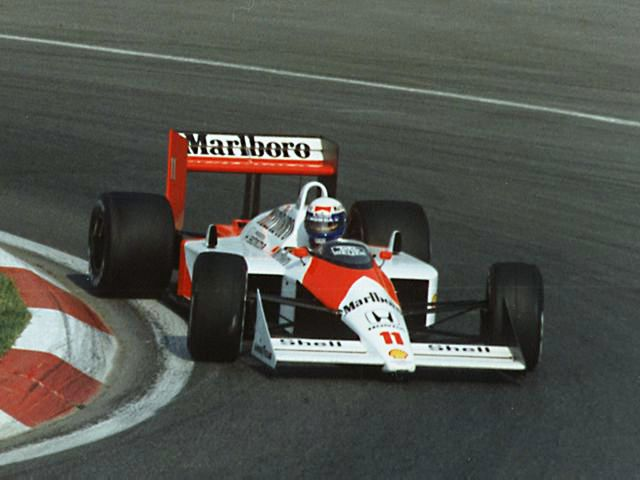
Alain Prost aux commandes de la McLaren au Grand Prix du Canada 1988

Lors des années 1980 Didier Pironi finit second du Championnat de F1 en 1982, puis Alain Prost remporte le titre en 1985, 1986, 1989 et un dernier en 1993 et finit quatre fois à la deuxième place du classement final. Il reste aujourd'hui encore, le seul Français Champion du Monde de F1. René Arnoux avait également pris la troisième place en 1983. En 1985 et 1986, les Peugeot gagnent le Championnat du monde des Rallyes, puis les 24 Heures du Mans en 1992 et 1993, Porsche ayant quitté la compétition dans la catégorie C1.
Les années 1990 marquent un lent déclin de la France en Formule 1 après les succès de Prost. Jean Alesi en 1995 au Canada puis Olivier Panis à Monaco en 1996 sont les derniers Français à avoir remporté un Grand Prix jusqu'à la saison 2020. Alesi termine également deux fois 4e au championnat en 1996 et 1997. Cette même année, Alain Prost reprend l'écurie Ligier et fonde Prost Grand Prix. Après une première saison encourageante avec deux podiums et 21 points, les quatre années qui suivent seront décevantes avec uniquement 14 points inscrits en 66 courses disputées. L'écurie disparaîtra en 2001.
À partir de 1988, la Race of Champions (« La course des champions ») voit s'affronter durant le mois de décembre quelques-uns des meilleurs pilotes toutes disciplines confondues. Sorte de Match des étoiles (All-Star-Game en anglais), il s'agit d'un tournoi d'exhibition qui a la particularité de répartir les pilotes suivant leur nationalité. Depuis 1988, à dix reprises, un français remporte le titre de Champion des Champions. À noter également pour cette période, mais en spécialité de montagne, les cinq titres continentaux de Francis Dosières, sur voitures de tourisme, dites fermées.

### LeXXIesiècle
En 2002, Renault fait son retour en Formule 1 rachetant l'écurie Benetton avec comme pilote Jarno Trulli, Jenson Button et comme pilote d'essai Fernando Alonso. Très loin derrière Ferrari, Williams et McLaren, l'écurie termine quatrième. L'année suivante, Alonso devenu titulaire remporte le Grand Prix de Hongrie et Renault termine encore une fois quatrième mais s'étant considérablement rapproché des trois autres écuries, puis troisième en 2004 avec une victoire de Trulli à Monaco. En 2005, Alonso devient Champion du Monde avec sept victoires et 133 points et son coéquipier Giancarlo Fisichella avec une victoire et 58 points offrent le titre Constructeur à Renault. C'est également durant cette saison qu'aucun pilote français ne prend part à la majorité des Grands Prix, chose inédite depuis les premiers Grands Prix en 1906, seul le pilote Franck Montagny participe à sept Grands Prix remplaçant le japonais Yuji Ide, avant d'être remplacé par Sakon Yamamoto. La saison 2006 est quasiment la répétition de la précédente avec sept victoires et 134 points pour Alonso et une victoire et 72 points pour Fisichella et un second doublé pilote/constructeur. 2007 est plus compliqué avec le départ d'Alonso pour McLaren. L'écurie finit finalement troisième. Cette année-là aucun Français ne participa à un Grand Prix (idem en 2008, 2010, 2011). En 2008 a lieu la dernière édition du Grand Prix de France. Le retour d'Alonso chez Renault permet de  remporter deux Grands Prix et de terminer quatrième en  2008, puis huitième en 2009, cinquième en 2010 avant de se retirer, ne restant qu'en tant que motoriste de certaines écuries. En 2012, trois pilotes français deviennent titulaires, et quatre en 2013. Trois pilotes sont titulaires en 2014 : Romain Grosjean chez Lotus, Jean-Éric Vergne chez Toro Rosso, et Jules Bianchi chez Marussia (Charles Pic devenant pilote de réserve chez Lotus). 

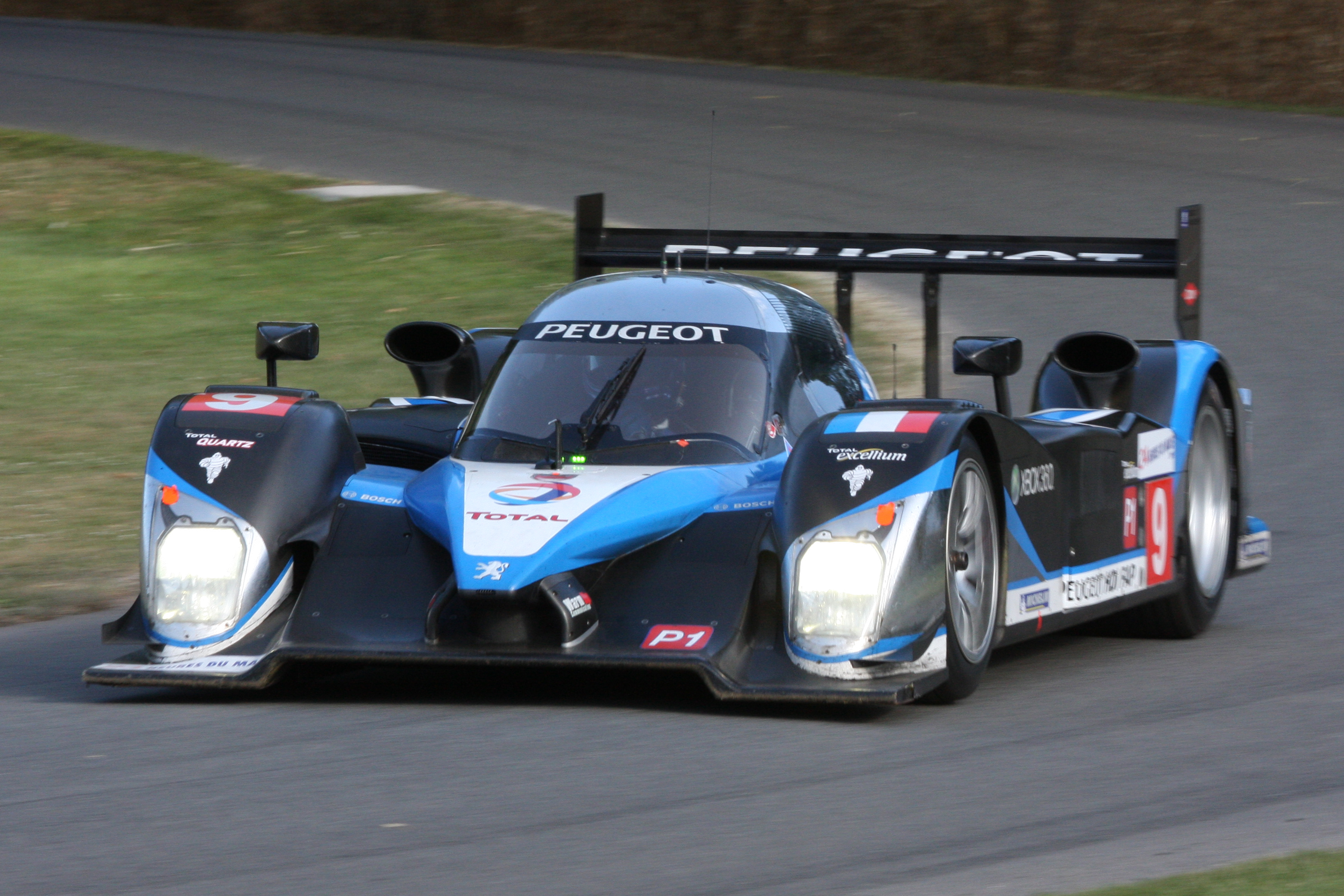
La Peugeot 908 HDi FAP vainqueur au Mans en 2009

En rallye en revanche, les marques françaises brillent avec trois titres constructeurs pour Peugeot en 2000, 2001 et 2002, et sept titres pour Citroën entre 2003 et 2012. Sébastien Loeb remporte neuf fois consécutivement entre 2004 et 2012 le titre pilote. Sébastien Ogier lui succède en 2013. Ce dernier remporte sept titres de champion du monde entre 2013 et 2020.
En 2005, un nouveau Championnat du monde des voitures de tourisme est créé. Yvan Muller remporte quatre fois le titre entre 2007 et 2013.
En 2009, Peugeot met fin à cinq années de domination du constructeur allemand Audi au 24 Heures du Mans. Depuis 2010, un pilote français figure toujours parmi l'équipage de l'Audi vainqueur. Peugeot remporte les deux éditions de Intercontinental Le Mans Cup en 2010 et 2011, en catégorie LMP1, avant de se retirer. En LMP2, OAK Racing puis Signature Team remportent la catégorie. Larbre Compétition gagne en 2010 en catégorie GTE Pro et en 2011 en catégorie GTE Am. 
Dans les championnats nord-américains, Sébastien Bourdais remporte le titre de Champ Car entre 2004 et 2007.
Entre 2005 et 2009, se tient le championnat A1 Grand Prix regroupant les pilotes de même nationalité. La France est représentée par Alexandre Prémat et Nicolas Lapierre qui remportent la première édition. La France termine deux fois quatrième puis cinquième lors des autres éditions. Depuis l'arrêt de cette compétition, seule la Coupe des Nations, décernée lors de la Course des Champions, récompense une équipe nationale lors d'une compétition. La France remporte ce prix en 2000 et 2004.
En 2008, en raison de menaces terroristes, l'édition du Rallye Paris-Dakar est annulée. L'épreuve quitte la France (le dernier départ de France était lors de l'édition 2005) et l'Afrique pour l'Amérique du Sud. Durant l'année, un nouveau projet d'un rallye en Afrique, Africa Race, est lancé. D'anciens vainqueurs du Rallye Dakar (Hubert Auriol, Jean-Louis Schlesser et René Metge) se rallient à ce projet qui se réclame plus proche de l'esprit de Thierry Sabine, mais moins médiatisé.
En 2014, Citroën remporte pour la première fois le titre constructeur en WTCC. En 2014 et 2015, Norma Auto Concept devient double champion d'Europe de la montagne, grâce à Simone Faggioli et à son modèle polyvalent M20 (20 victoires continentales en deux saisons). Peugeot devient champion du monde de rallycross FIA en 2015 pour la première fois.
En 2016, Simon Pagenaud remporte l'IndyCar Series. Trois ans plus tard il remporte la pole position aux 500 miles d'Indianapolis, 100 ans après le dernier Français à l'avoir réalisé (René Thomas en 1919) puis la victoire, premier Français depuis 1920 à remporter les 500 miles d'Indianapolis.
En 2020, Pierre Gasly remporte le Grand Prix d'Italie, première victoire pour un pilote français depuis 24 ans. L'année suivante, Esteban Ocon remporte le Grand Prix de Hongrie sur Alpine (ex-Renault F1). Les deux Normands deviennent respectivement les treizième et quatorzième pilotes français ayant remporté une manche du championnat du monde de Formule 1.

## Institutions dirigeantes

### Fédération française du sport automobile
La Fédération française du sport automobile (FFSA) a la charge d'organiser et de développer le sport automobile en France. Elle regroupe les clubs, les associations et les licenciés pour contribuer à la pratique et au développement des différentes disciplines sur tout le territoire français.
Elle est responsable du GT Tour - Championnat de France des circuits, qui regroupe les championnats nationaux de Formule 4, de Grand tourisme, de Porsche Carrera, de Peugeot RCZ et de Renault Clio.
La FFSA est fondée en 1952, et compte aujourd'hui[Quand ?] 70 000 licenciés du sport automobile et du karting, 432 clubs automobiles (218) et karting (214) et 400 circuits homologués : 120 circuits automobile asphalte et terre, et 280 pistes de karting

### Automobile Club de l'Ouest
L'Automobile Club de l'Ouest (ACO) est une association fondée en 1906 qui gère l'organisation des 24 Heures du Mans au sein du championnat du monde d'endurance en collaboration avec la Fédération internationale de l'automobile (FIA).

## Compétitions

### Championnats nationaux
| Compétition                          | Compétition                          | Discipline | Catégorie      | Première édition |
| ------------------------------------ | ------------------------------------ | ---------- | -------------- | ---------------- |
| G T o u r                            | Championnat de France F4             | Monoplace  | Formule 4      | 1993             |
| G T o u r                            | Championnat de France FFSA GT        | Tourisme   | GT3            | 1997             |
| G T o u r                            | Porsche Carrera Cup France           | Tourisme   | GT3            | 1987             |
| G T o u r                            | Peugeot RCZ Racing Cup               | Tourisme   | Groupe A       | 2012             |
| G T o u r                            | Renault Clio Cup France              | Tourisme   | Groupe A       | 2004             |
| Championnat de France des rallyes    | Championnat de France des rallyes    | Rallye     | Groupe N       | 1956             |
| Championnat de France de la montagne | Championnat de France de la montagne | Monoplace  | Course de côte | 1967             |
| Championnat de France de rallycross  | Championnat de France de rallycross  | Rallycross | Groupe A       | 1977             |

### Championnats disparus
| Compétition                             | Compétition                             | Discipline | Catégorie      | Première édition | Dernière édition |
| --------------------------------------- | --------------------------------------- | ---------- | -------------- | ---------------- | ---------------- |
| Championnat de France de Formule Junior | Championnat de France de Formule Junior | Monoplace  | Formule Junior | 1960             | 1963             |
| Trophées de France                      | Trophées de France                      | Monoplace  | Formule 2      | 1964             | 1967             |
| Championnat de France de Formule 3      | Championnat de France de Formule 3      | Monoplace  | Formule 3      | 1964             | 2002             |
| Championnat de France de Supertourisme  | Championnat de France de Supertourisme  | Tourisme   | Supertourisme  | 1976             | 2005             |
| SEAT Leon Supercopa France              | SEAT Leon Supercopa France              | Tourisme   | Groupe A       | 2010             | 2012             |

### Événements annuels
Depuis 1894, et le début des courses automobiles, des épreuves se disputant en France ont connu une grande notoriété. Plusieurs d'entre elles se déroulaient annuellement et, avec l'internationalisation des compétitions, ont souvent été regroupées dans les Championnats du monde.
Les plus célèbres sont :
- Grand Prix de Pau (depuis 1901)
- Grand Prix de France (depuis 1906)[9]
- Rallye Monte-Carlo (depuis 1911)
- 24 Heures du Mans (depuis 1923)
- Tour de Corse (depuis 1956)
- Rallycross de Lohéac (depuis 1976)
- Course WTCC de France (depuis 2005)
- ePrix de Paris (depuis 2016) [10]

D'autres événements ont disparu ou ne se déroulent plus en France : 
- Bol d'or (1922-1955)
- Rallye Paris-Dakar (depuis 1979, délocalisé en Amérique du Sud en 2009, puis en Arabie Saoudite en 2020.)
- Course de Magny-Cours de GP2 (1992-2008)

Note : Le Grand Prix automobile de Suisse 1982 s'est déroulé en France à Prenois, la Suisse ayant, à la suite du drame du Mans en 1955, interdit toute compétition automobile sur son sol. Ce fut la seule année où la France a accueilli deux Grands Prix de Formule 1.

## Palmarès

### Pilotes français champions du monde

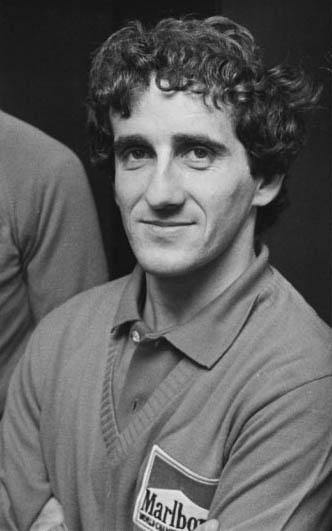
Alain Prost : quatre fois champion du monde de Formule 1
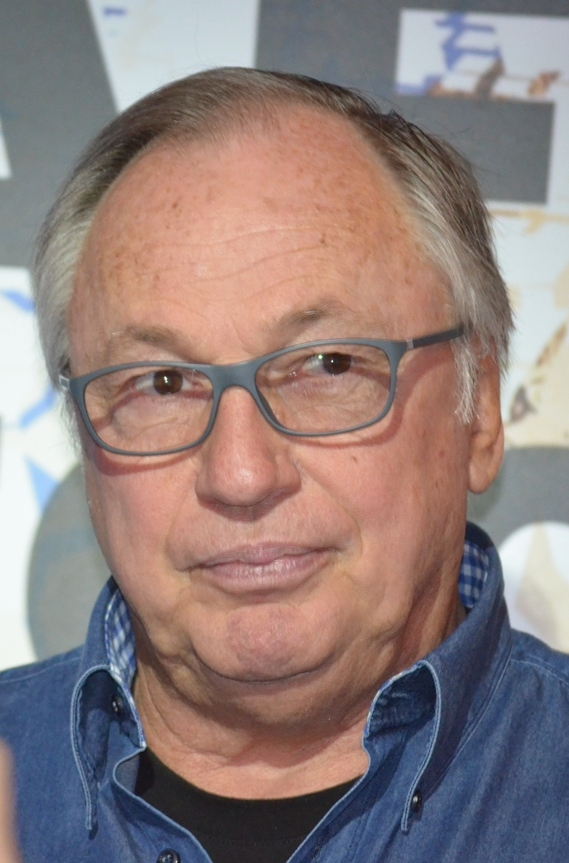
Jean-Louis Schlesser : deux fois champion du monde des voitures de sport
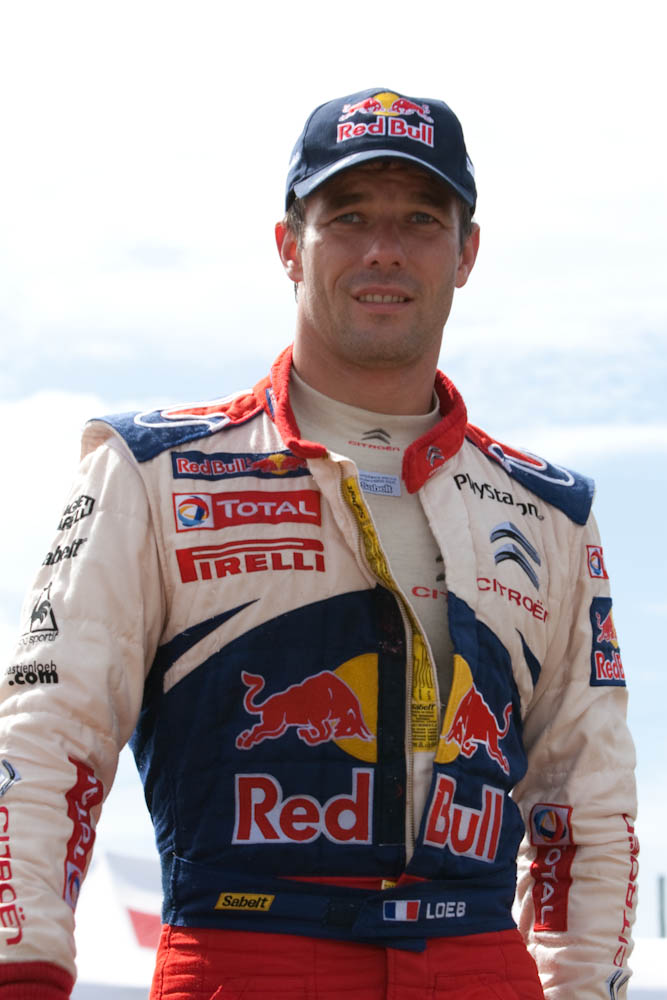
Sébastien Loeb : neuf fois champion du monde des rallyes
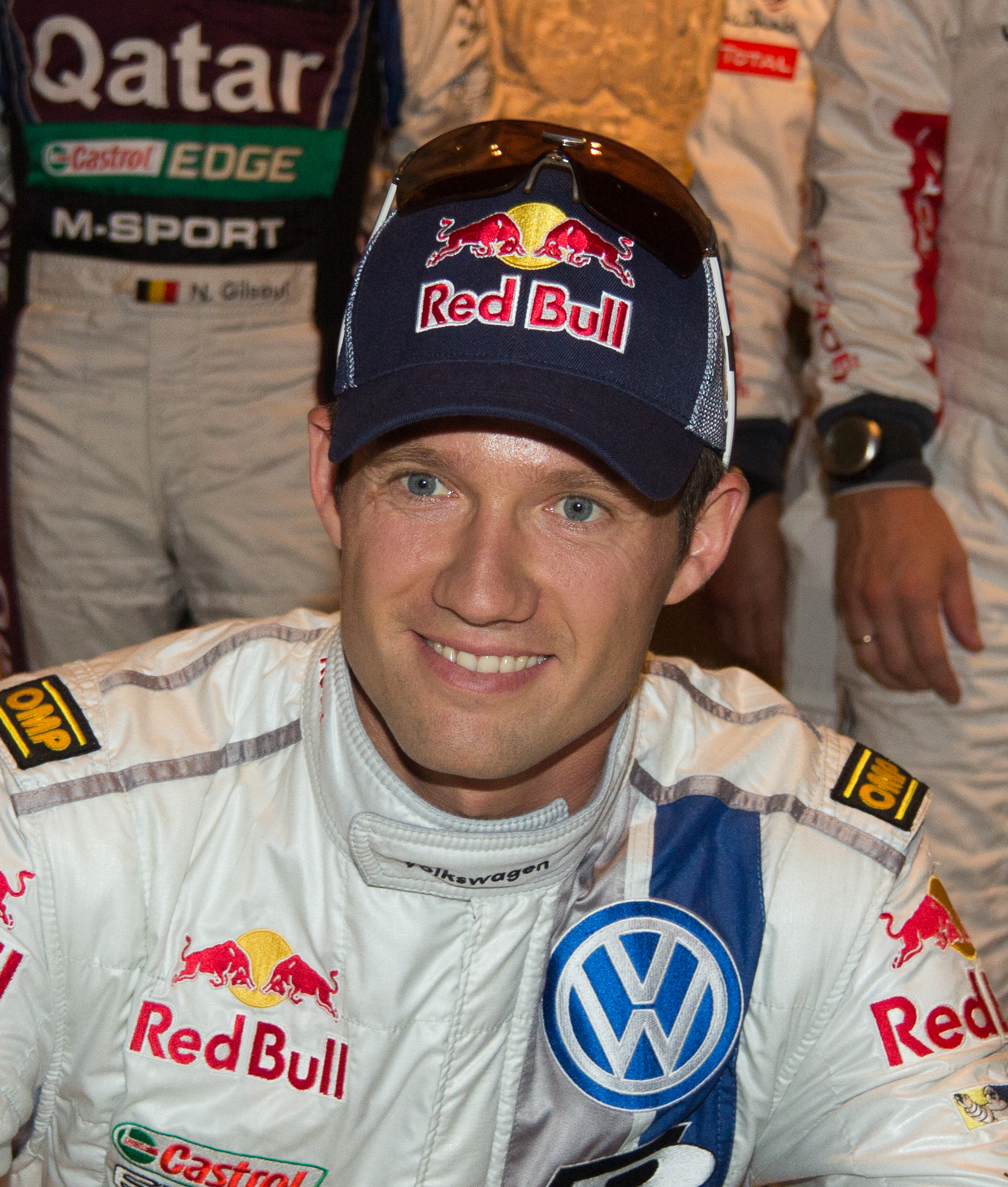
Sébastien Ogier : huit fois champion du monde des rallyes
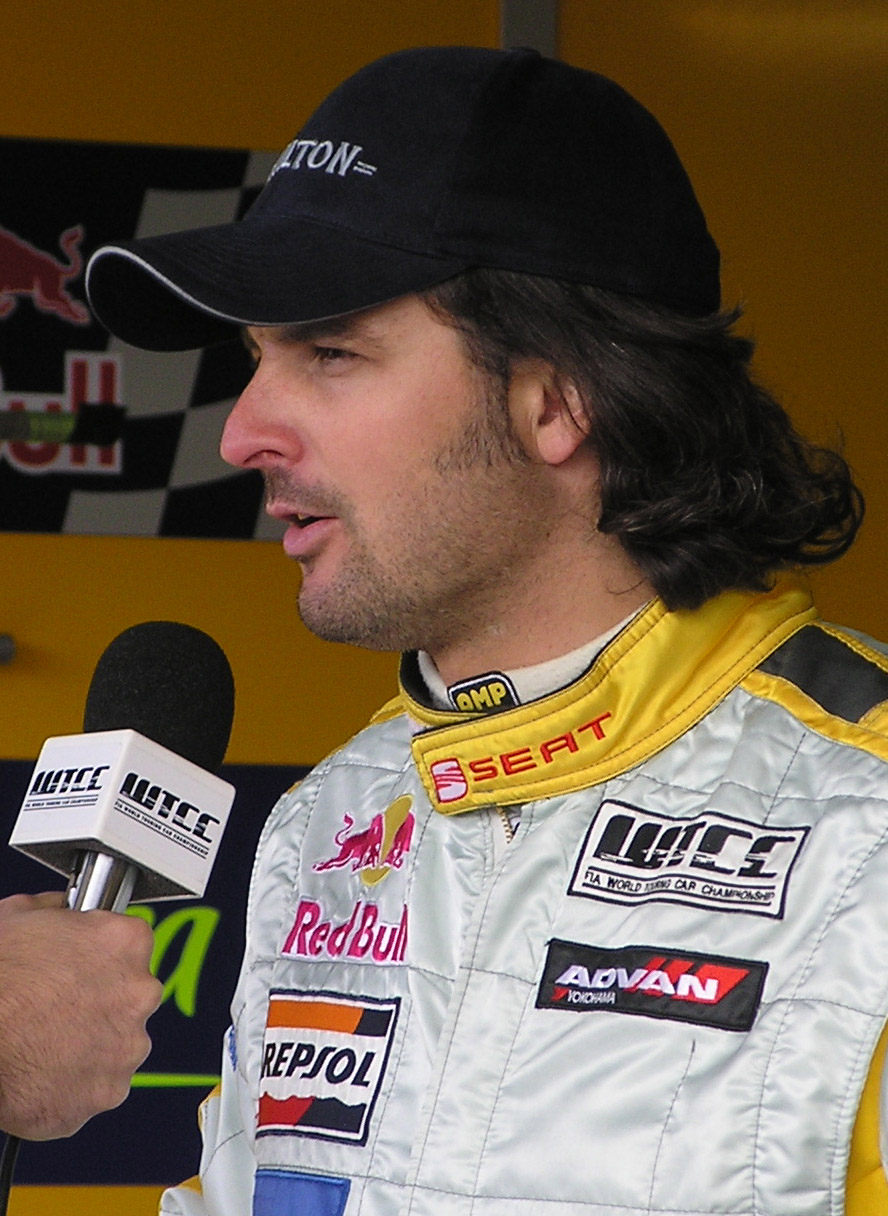
Yvan Muller : quatre fois champion du monde des voitures de tourisme
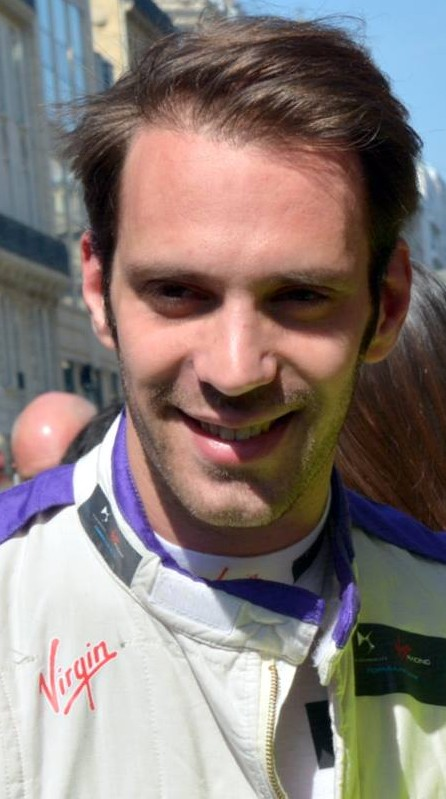
Jean-Éric Vergne : deux fois champion de Formule E
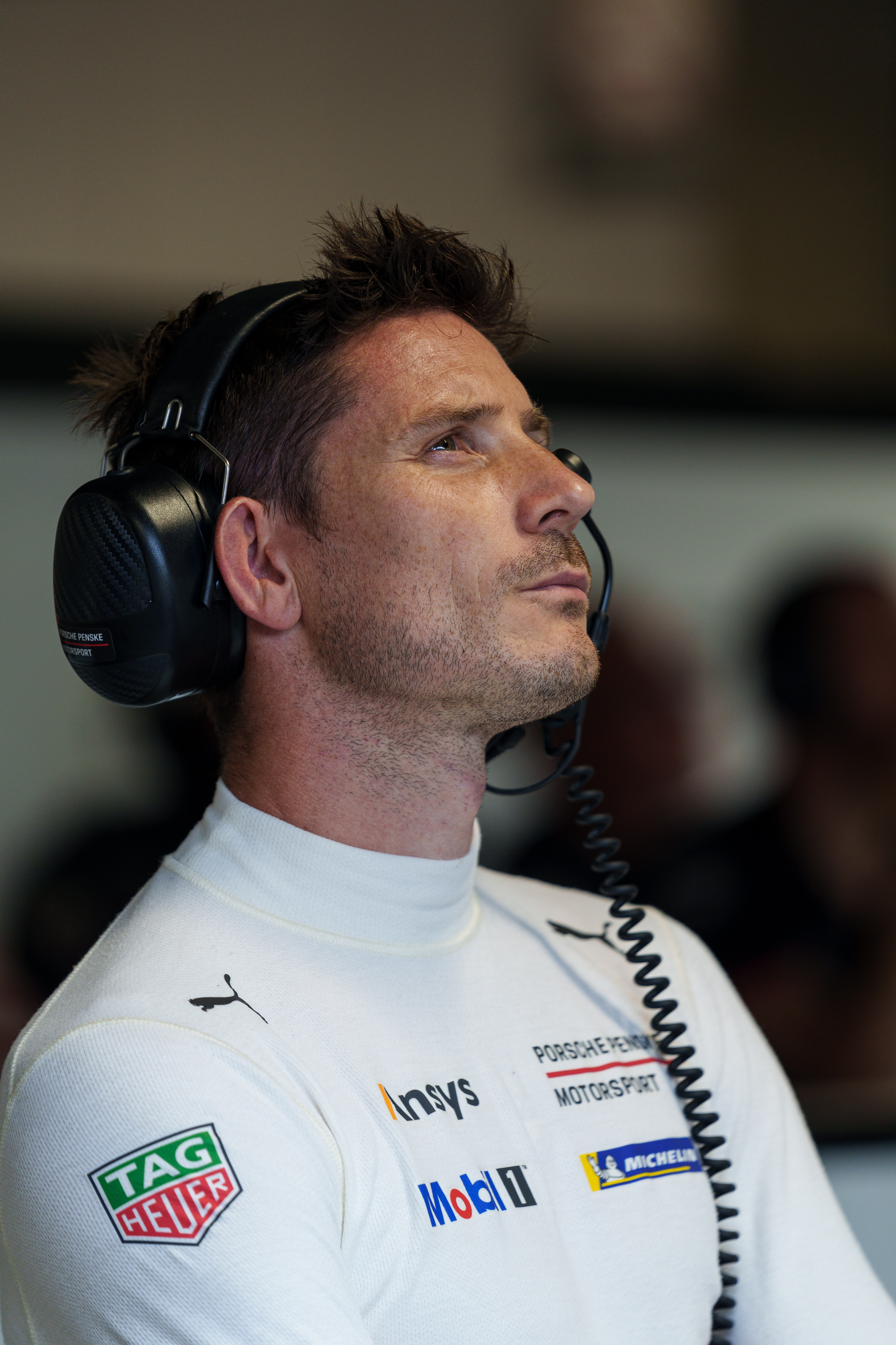
Kévin Estre : deux titres en endurance

- Championnat du monde Formule 1
  - Alain Prost : quatre titres en 1985, 1986, 1989 et 1993
- Championnat du monde des voitures de sport
  - Jean-Louis Schlesser : deux titres en 1989 et 1990
  - Yannick Dalmas : un titre en 1992
- Championnat du monde des rallyes
  - Didier Auriol : un titre en 1994
  - Sébastien Loeb : neuf titres de 2004 à 2012
  - Sébastien Ogier : huit titres de 2013 à 2018 et de 2020 à 2021
- Championnat du monde de karting
  - Emmanuel Collard : un titre en karting formule A en 1988
  - David Terrien : un titre en karting formule A en 1993
  - Jean-Christophe Ravier : un titre en karting formule A en 1996
  - Franck Perera : un titre en karting formule A en 1999
  - Arnaud Kozlinski : un titre en karting super KF en 2009
  - Victor Martins : un titre en karting junior en 2016
  - Jérémy Iglesias : un titre en karting (KZ)  en 2020
- Championnat du monde d'endurance
  - Benoît Tréluyer : un titre en 2012
  - Loïc Duval : un titre en 2013
  - Romain Dumas : un titre en 2016
  - Kévin Estre : un titre en 2024
- Championnat du monde des voitures de tourisme
  - Yvan Muller : quatre titres en 2008, 2010, 2011 et 2013
- Championnat du monde de Grand Tourisme endurance
  - Kévin Estre : un titre en 2019
- Championnat de Formule E FIA
  - Jean-Eric Vergne : deux titres en 2018 et 2019

### Pilotes français vainqueurs d'une coupe du monde ou série internationale de la FIA
- Coupe du monde des rallyes tout-terrain
  - Pierre Lartigue : quatre titres de 1993 à 1996
  - Jean-Louis Schlesser : cinq titres de 1998 à 2002
  - Bruno Saby : un titre en 2005
  - Guerlain Chicherit : un titre en 2009
  - Stéphane Peterhansel : un titre en 2019
- Coupe du monde des voitures de sport
  - Emmanuel Collard : deux titres en 1998 et 1999
  - David Terrien : un titre en 2000
- Championnat FIA GT
  - Christophe Bouchut : deux titres en 2001 et 2002
  - Jean-Philippe Belloc : un titre en 2001
- Coupe du Monde des voitures de tourisme
  - Yann Ehrlacher : deux titre en 2020 et 2021
- Coupe du monde ETCR
  - Adrien Tambay : un titre en 2022

On notera aussi les champions suivants :
- Ferdinand de Lesseps : un titre en endurance catégorie Cup en 1992
- Sébastien Bourdais une fois en championnat international de F3000 en 2002
- Alexandre Prémat et Nicolas Lapierre : une fois en A1 Grand Prix en 2006
- Raymond Durand : deux fois en énergies alternatives en 2009 et 2010
- Romain Grosjean remporte les GP2 Series en 2011
- Stéphane Lefebvre : un titre en rallye junior en 2014
- Quentin Gilbert : un titre en rallye junior en 2015
- Esteban Ocon remporte les GP3 Series en 2015
- Pierre Gasly remporte les GP2 Series en 2016
- Antoine Hubert remporte les GP3 Series en 2018
- Pierre-Louis Loubet : champion de WRC-2 en 2019
- Yohan Rossel : champion de WRC-3 en 2021
- Victor Martins : champion de Formule 3 de la FIA en 2022

### Constructeurs et écuries français champions du monde

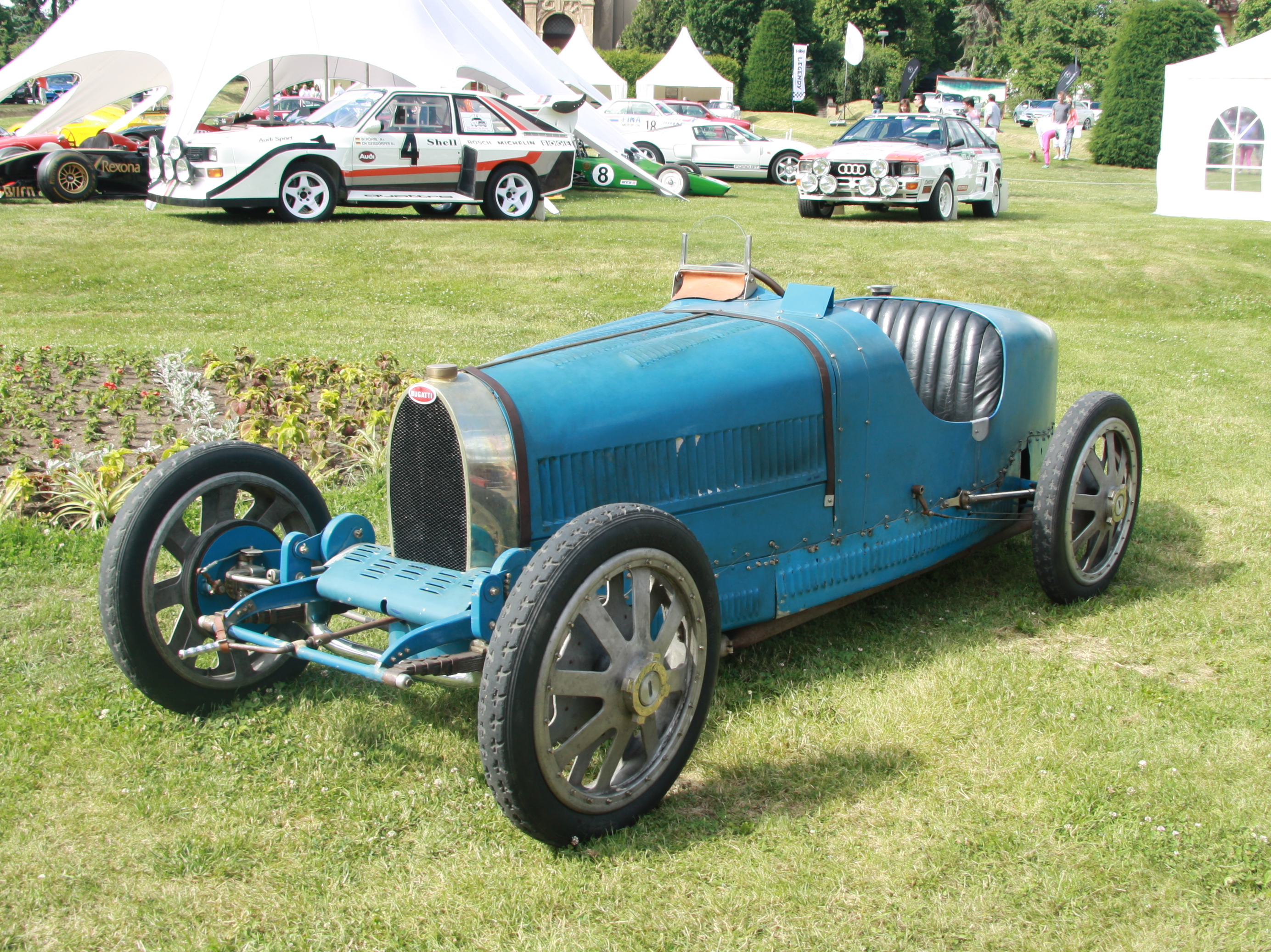
Bugatti Type 39A AWC (1926)
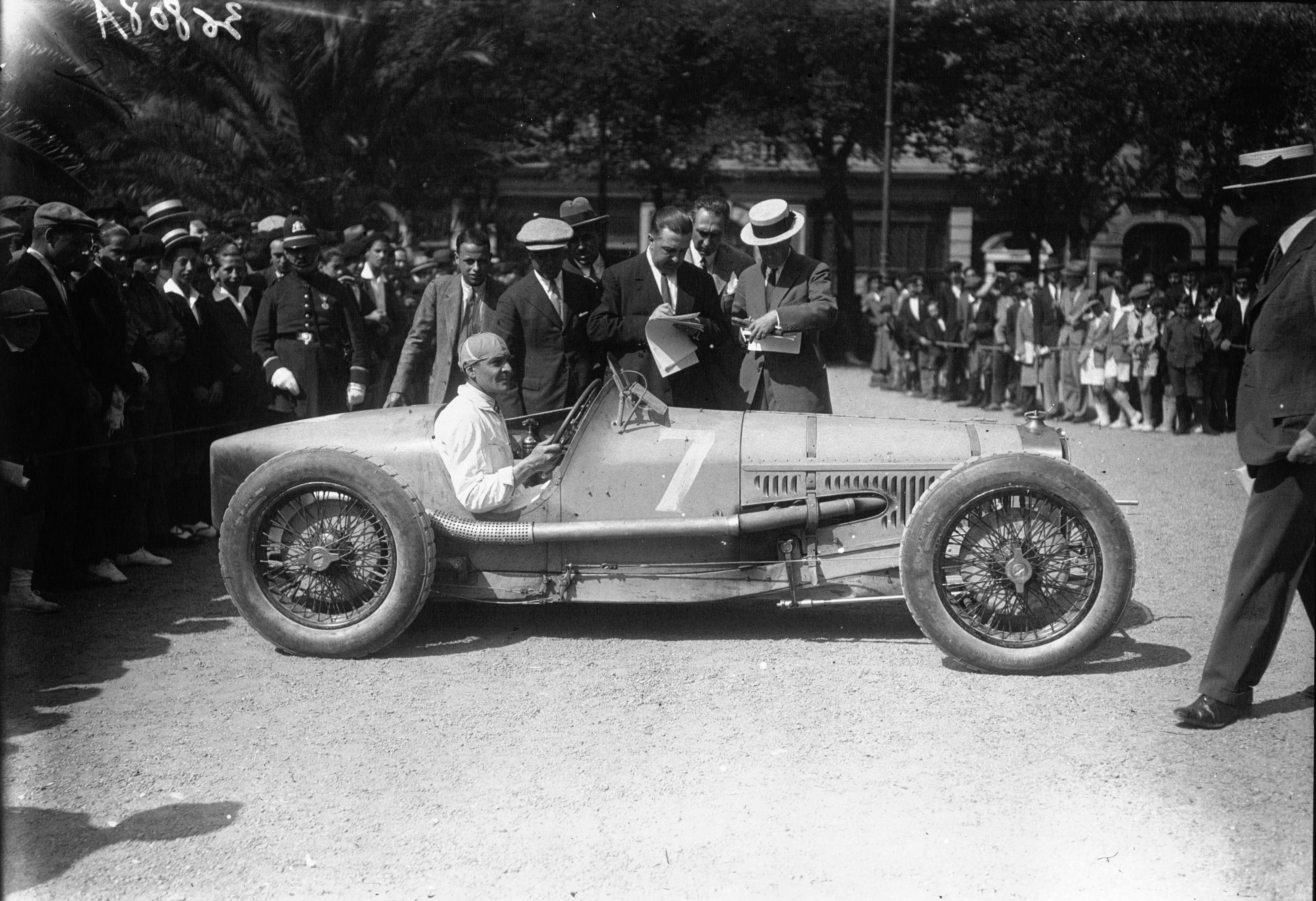
Delage 155B AWC (1927)
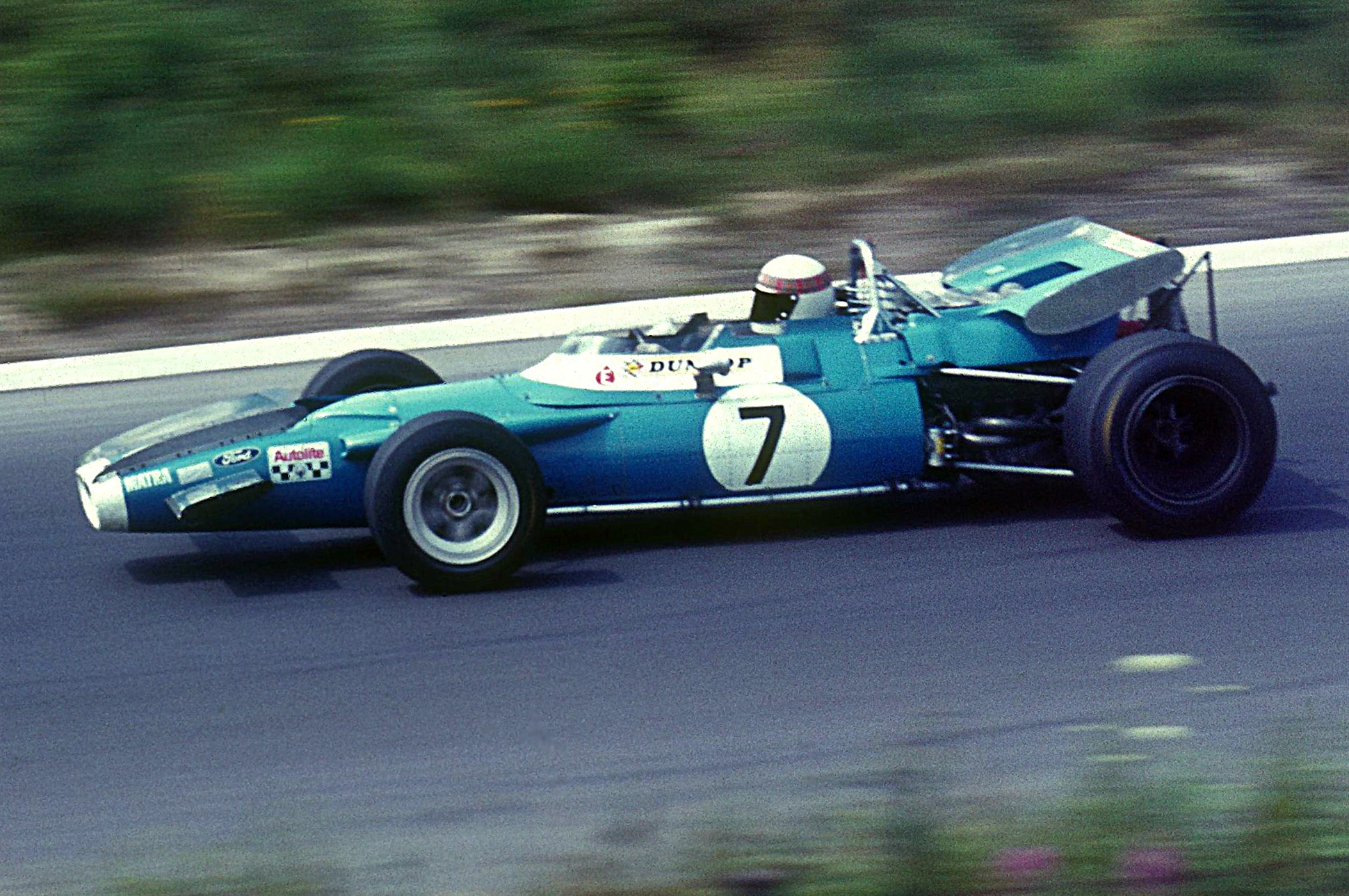
Matra MS80 WCC (1969)
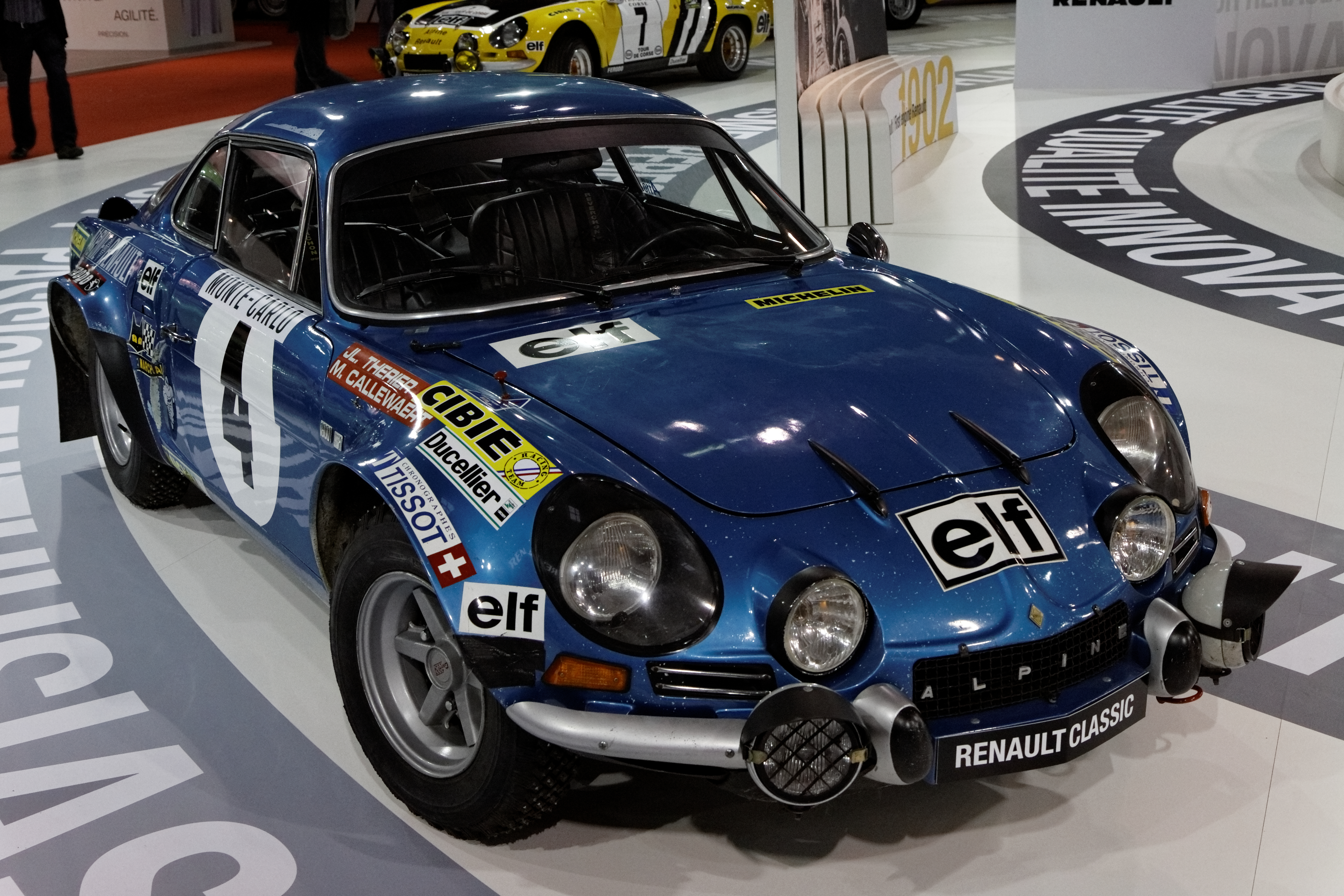
Alpine-Renault A110 1800 WRC (1973)
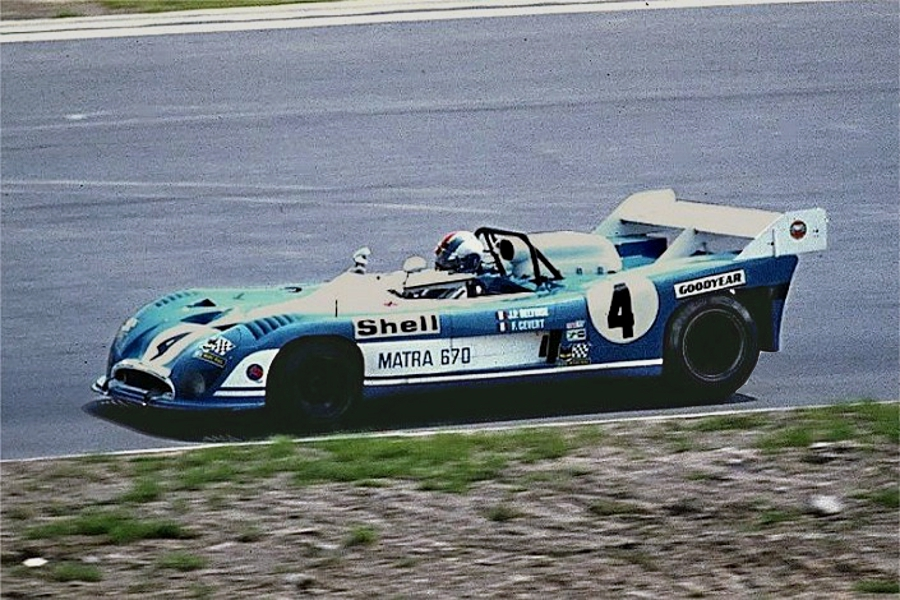
Matra MS670B WSC (1973)
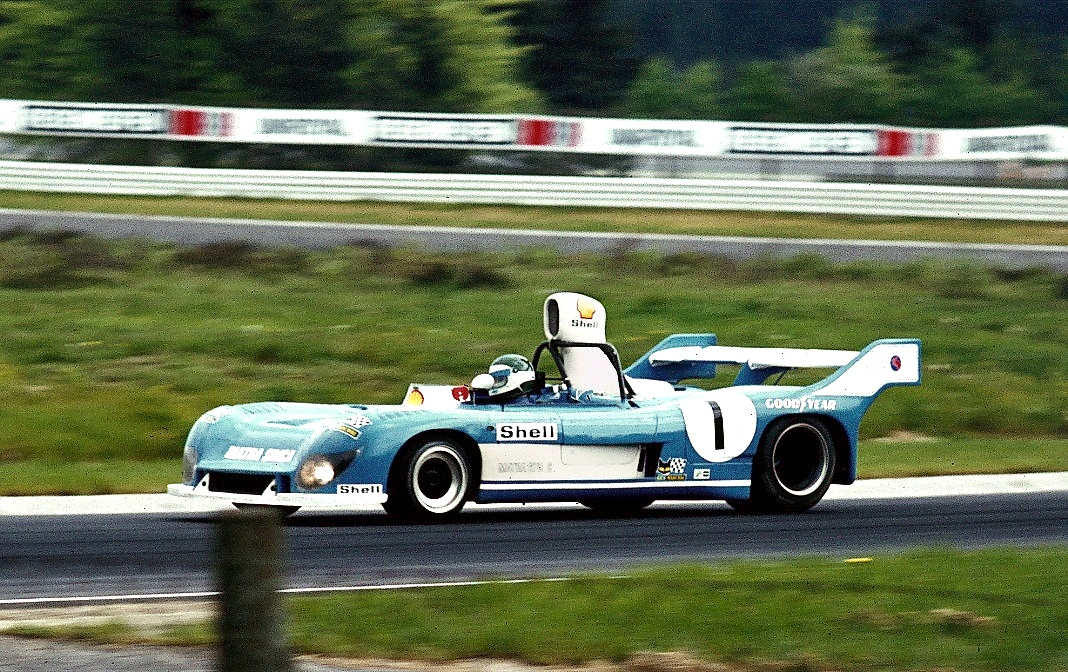
Matra MS670C WSC (1974)
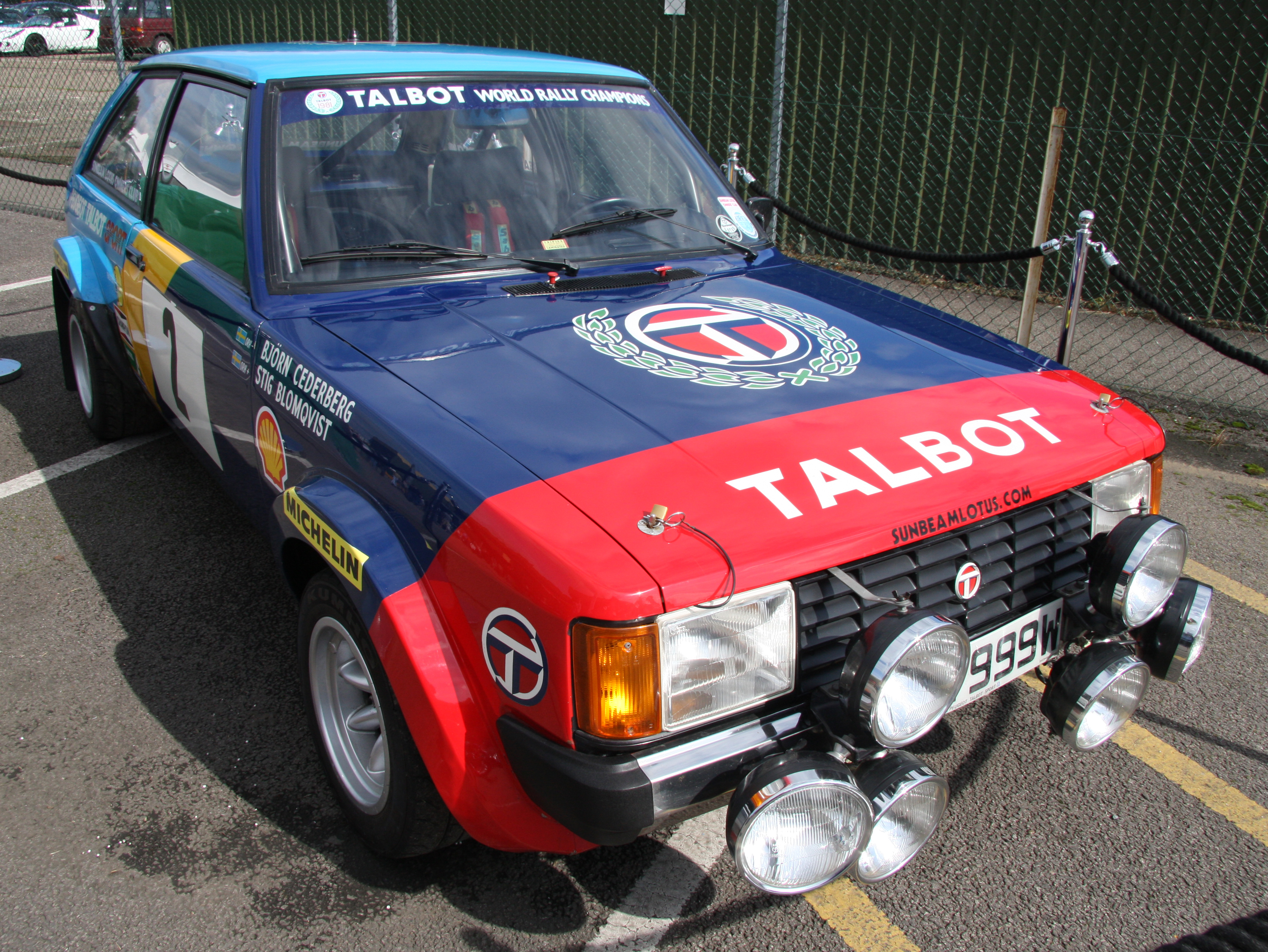
Talbot Sunbeam Lotus WRC (1981)
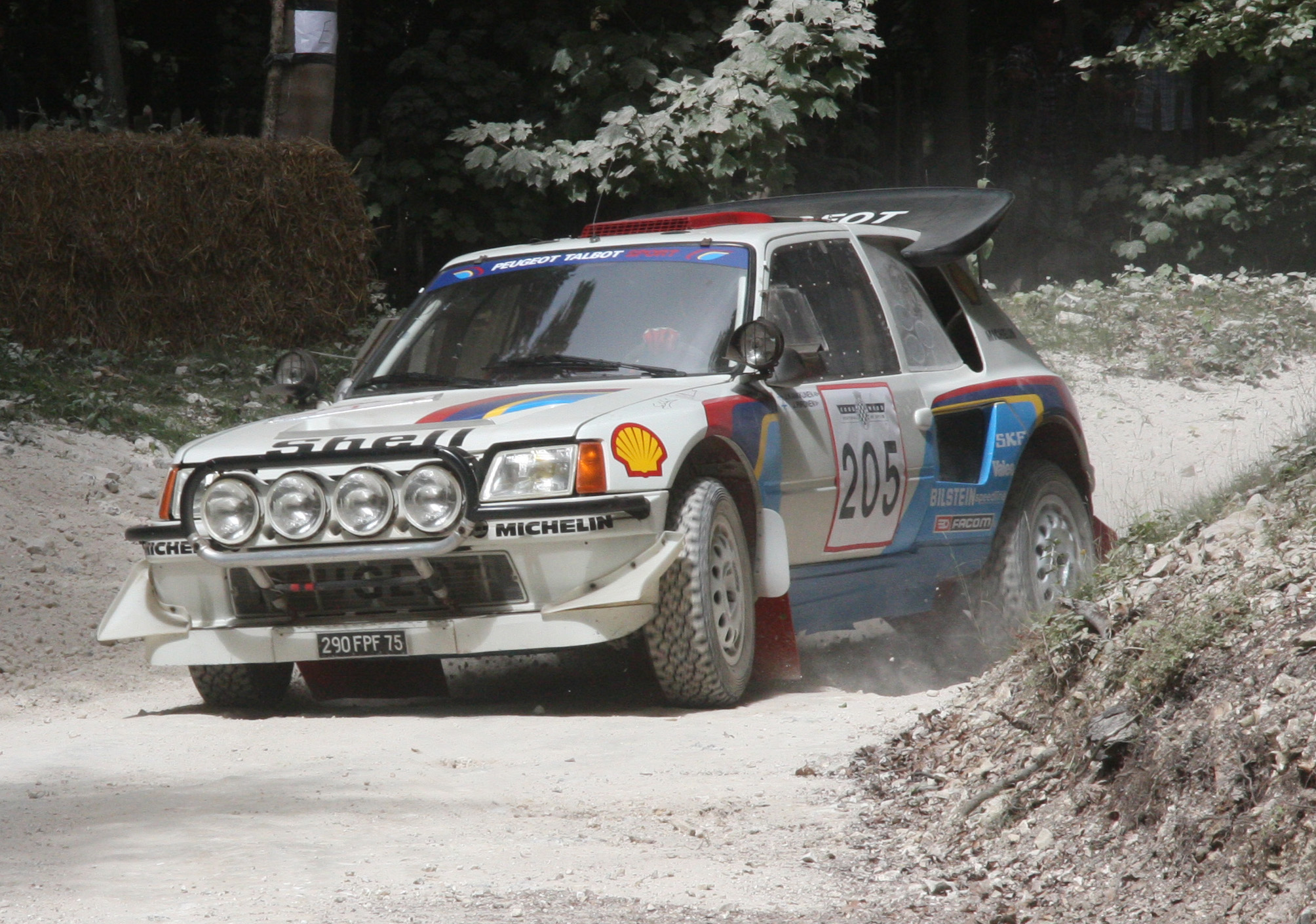
Peugeot 205 Turbo 16 WRC (1985 et 1986)
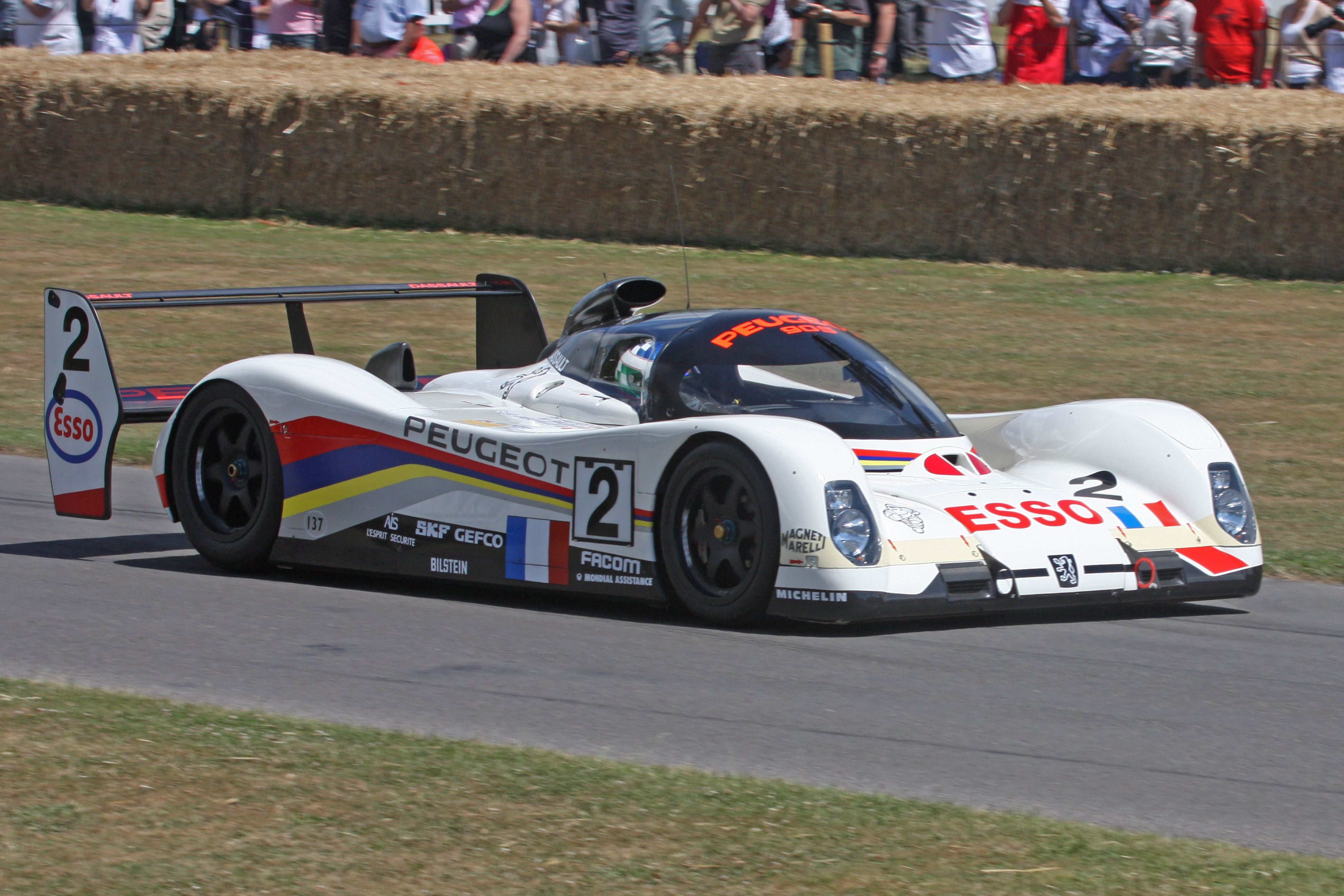
Peugeot 905 Evo1B WSC (1992)
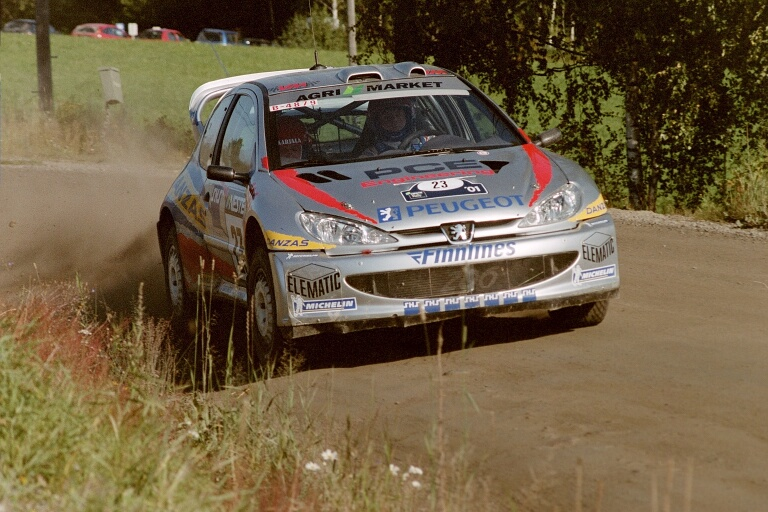
Peugeot 206 WRC (2000 à 2002)
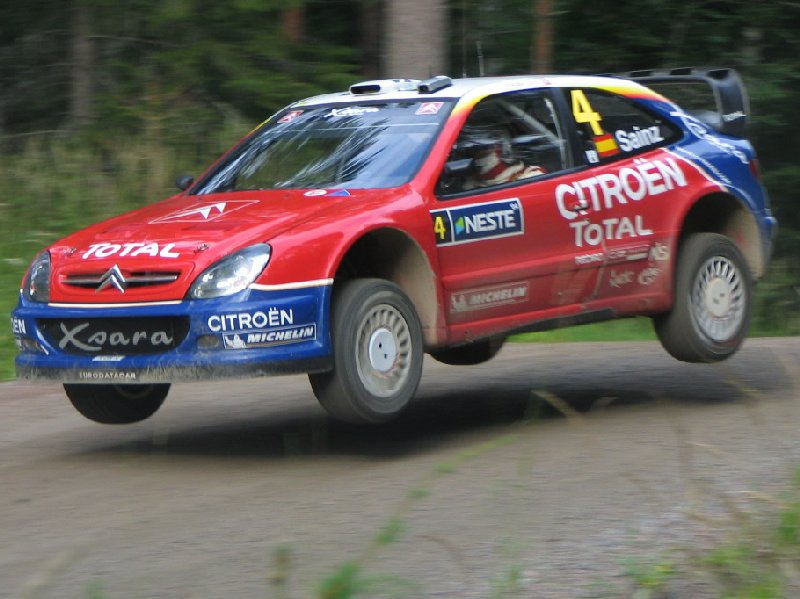
Citroën Xsara WRC (2003 à 2005)
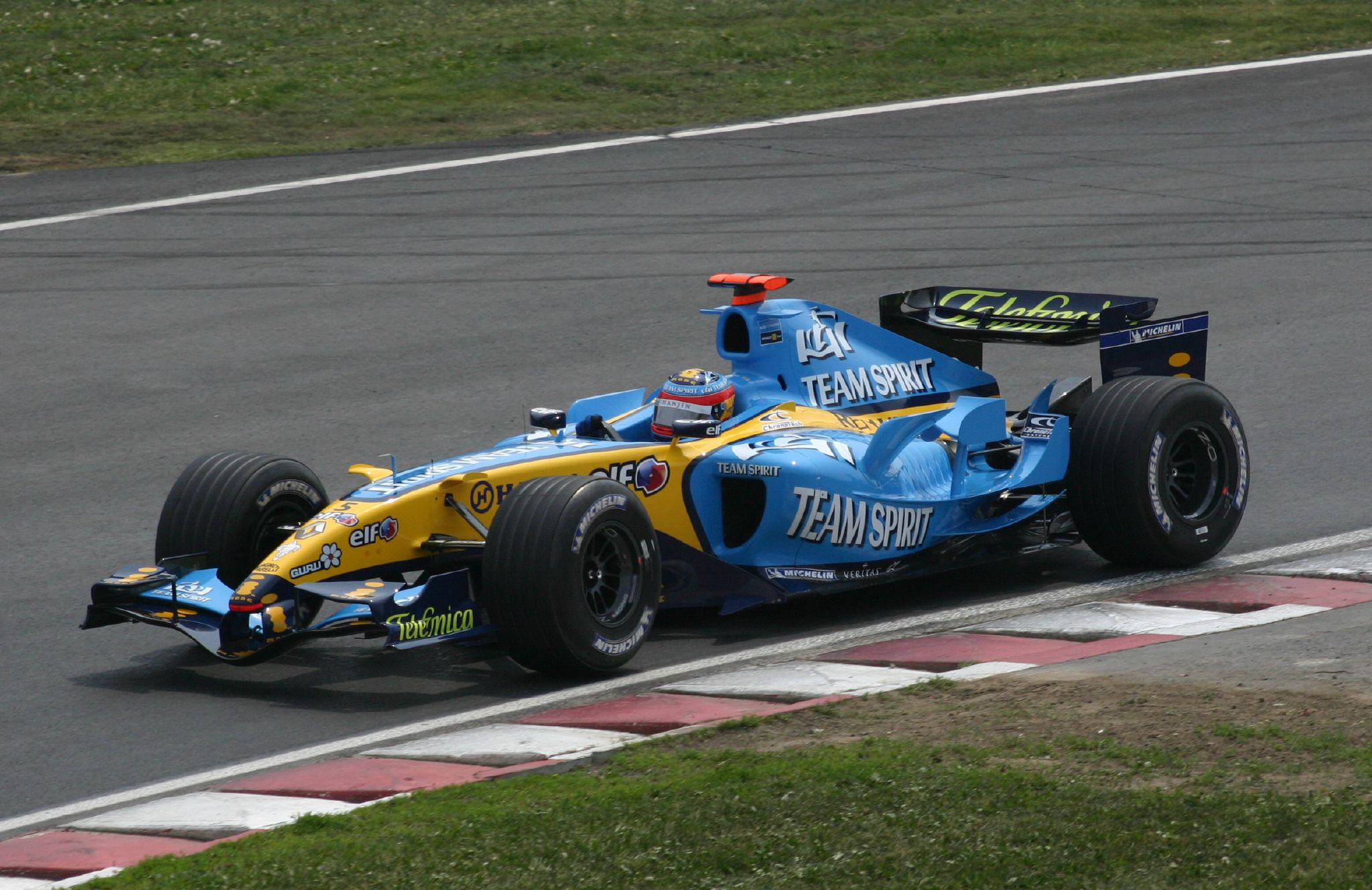
Renault R25 WCC (2005)
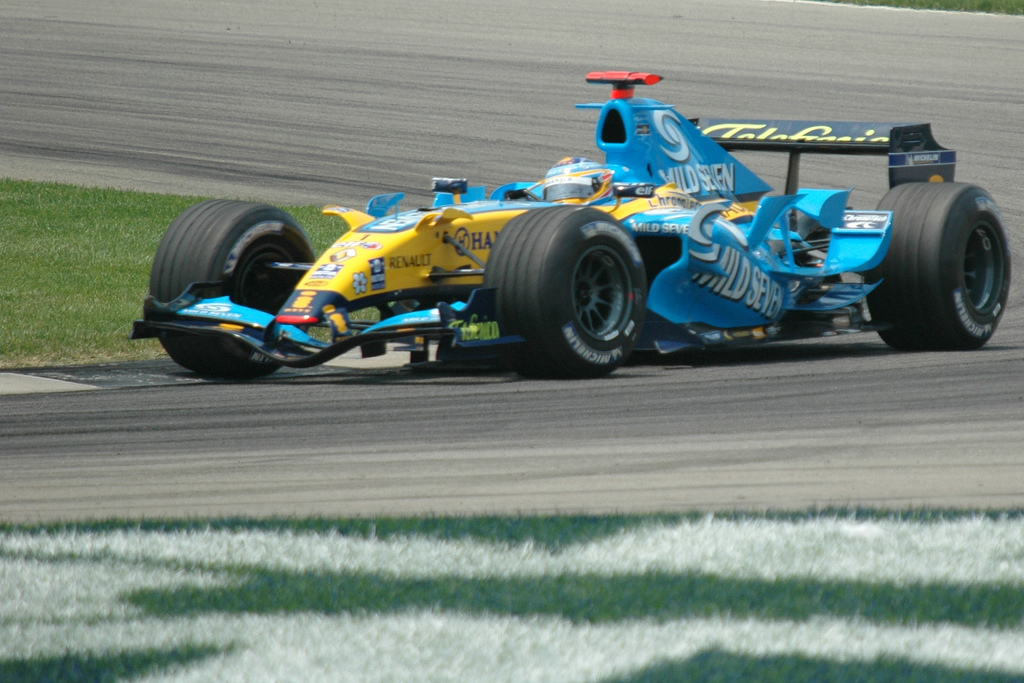
Renault R26 WCC (2006)
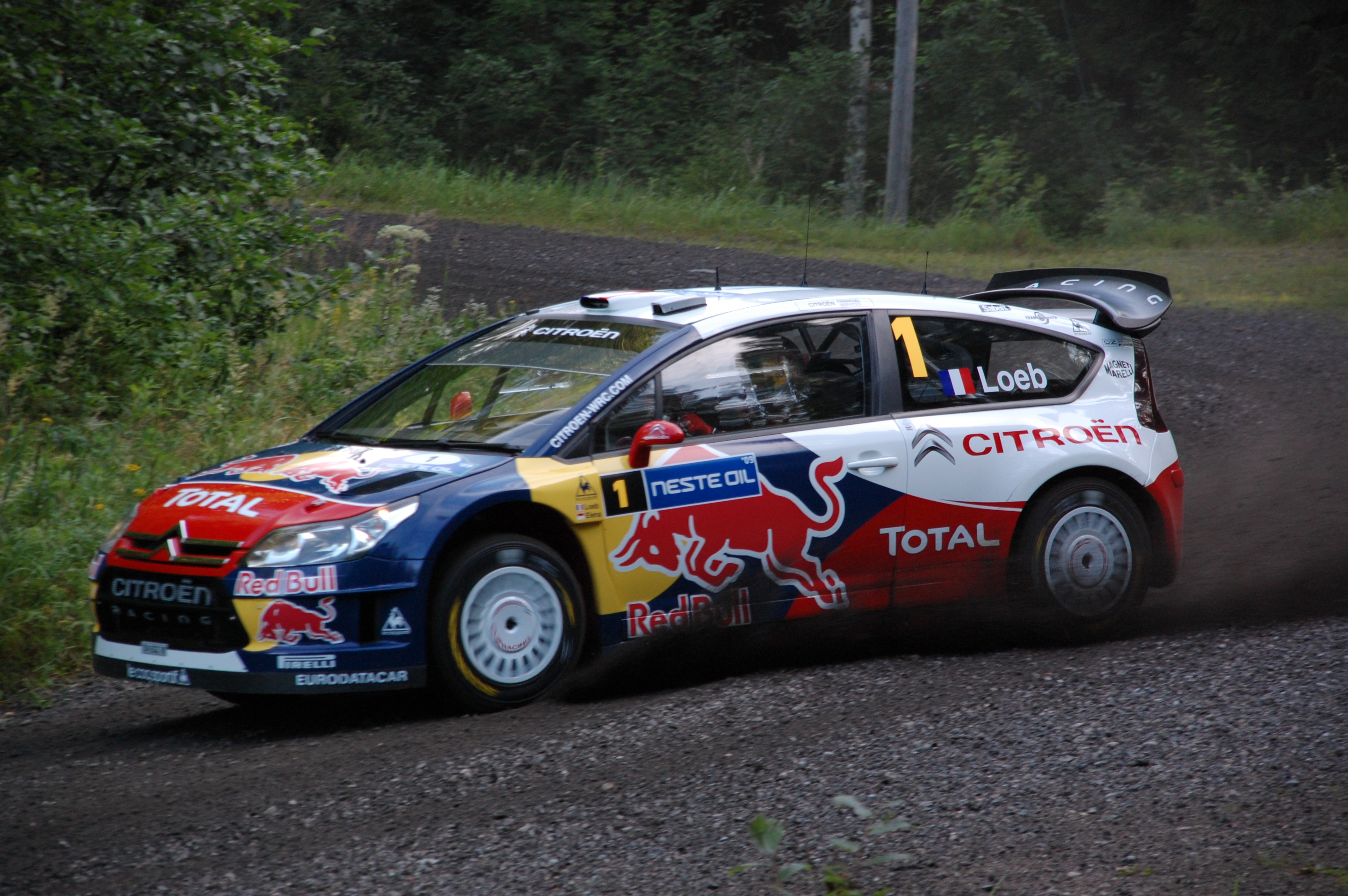
Citroën C4 WRC (2008 à 2010)
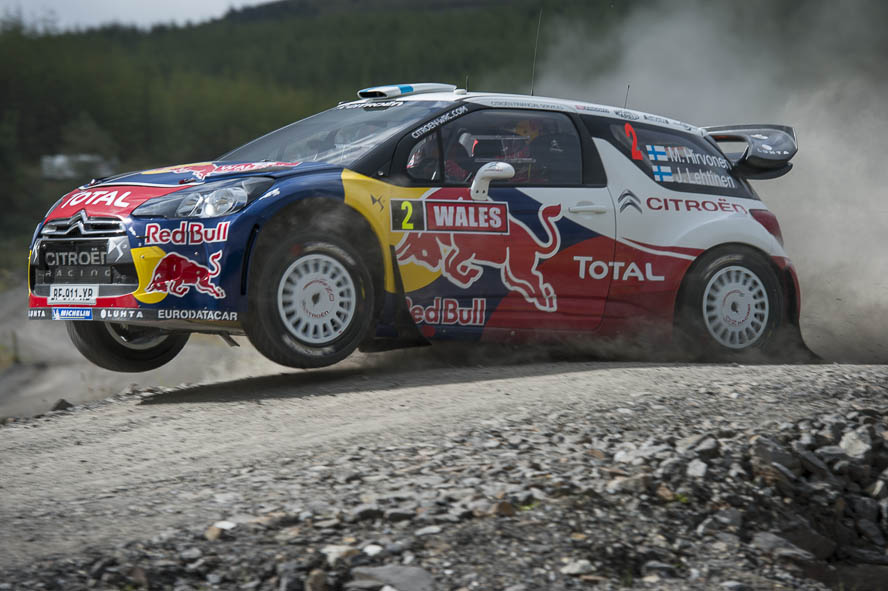
Citroën DS3 WRC (2011 et 2012)
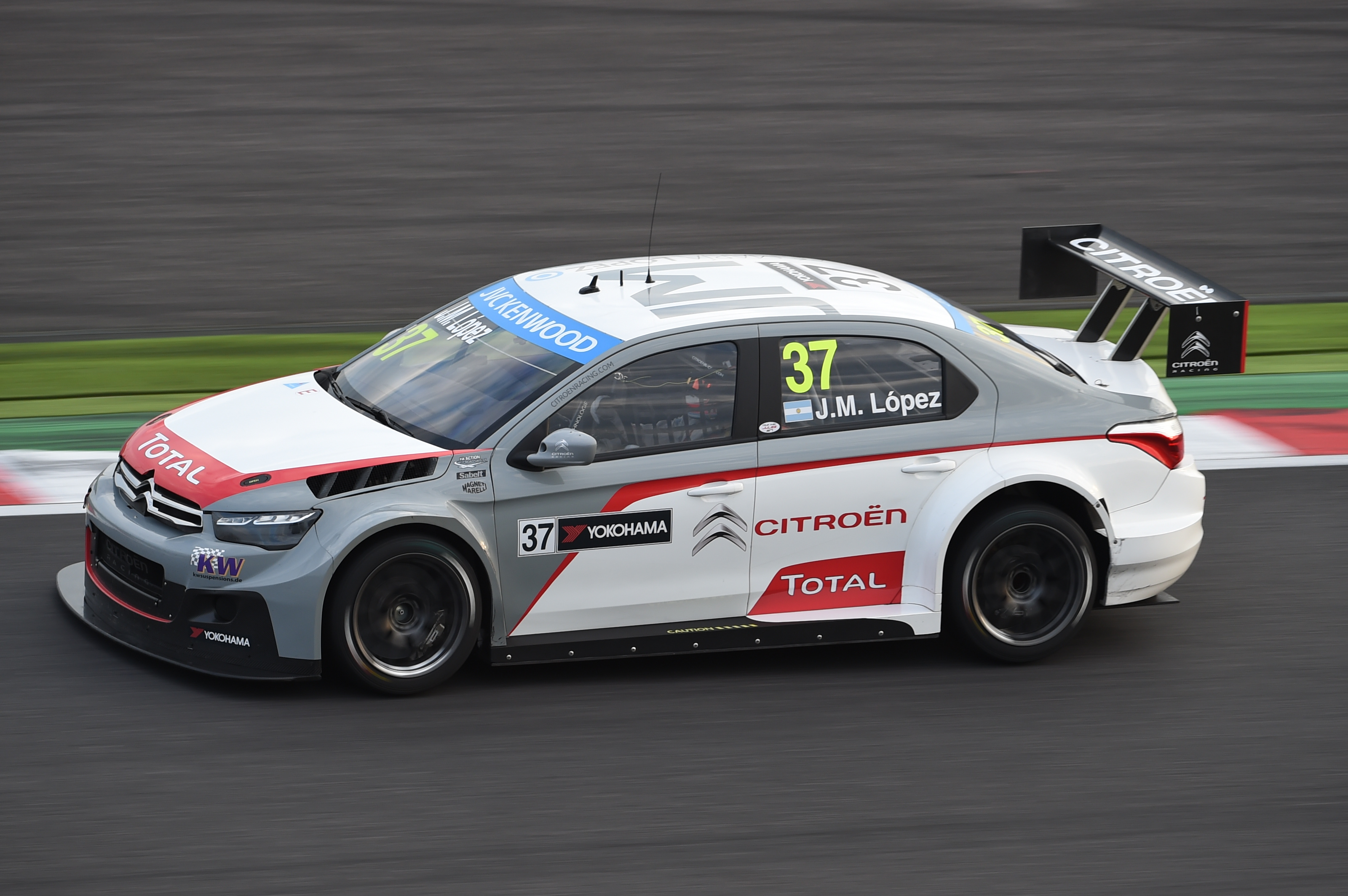
Citroën C-Élysée WTCC (2014 à 2016)
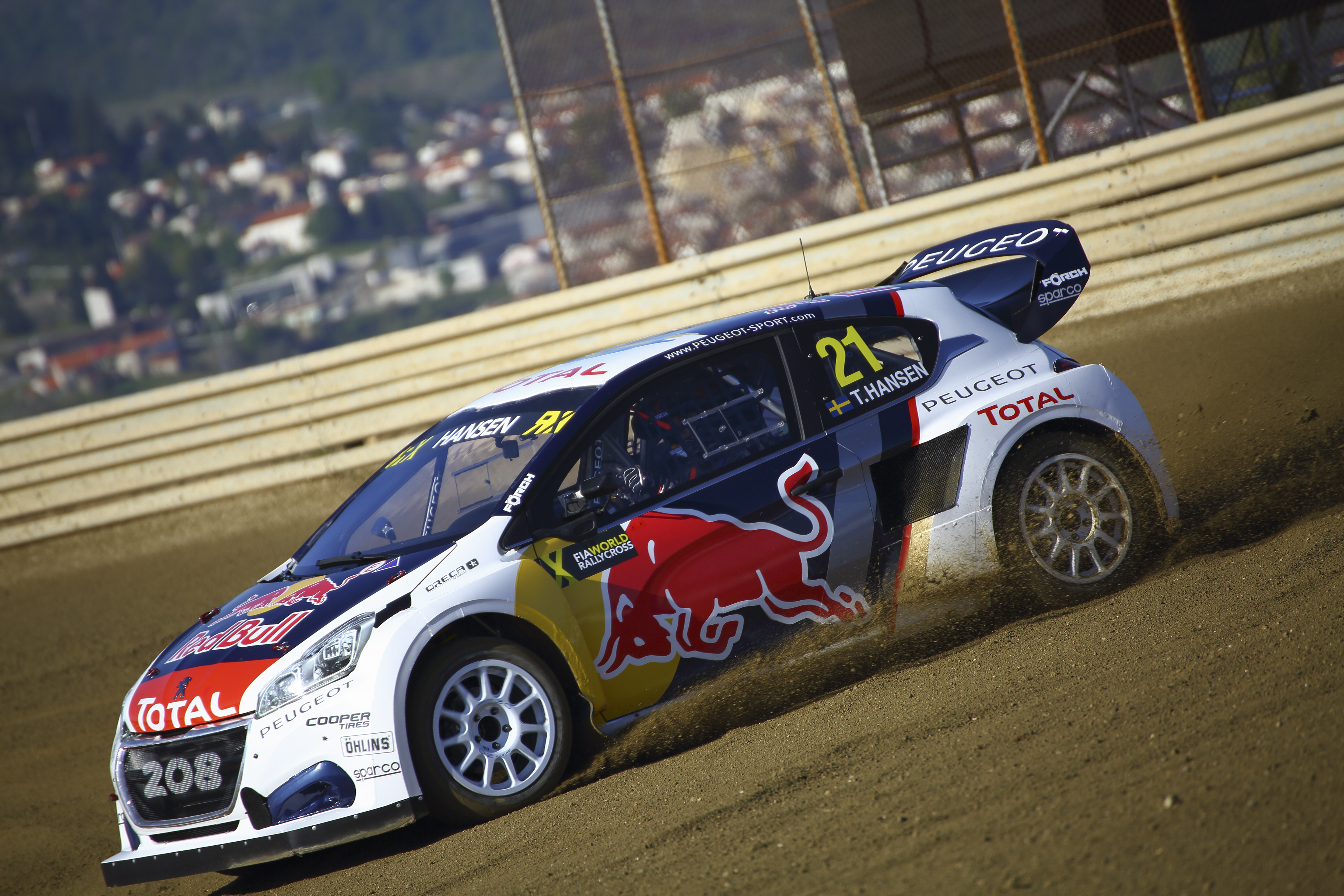
Peugeot 208 WRX (depuis 2015)
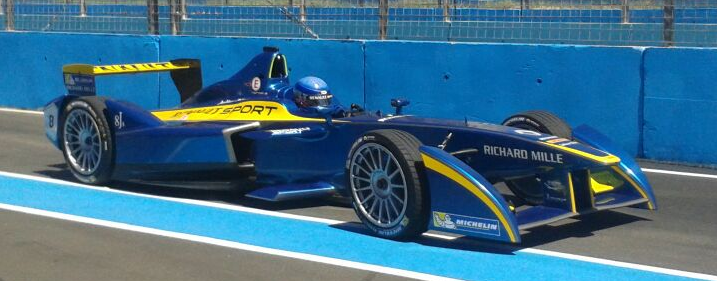
Spark-Renault SRT 01E (2015)
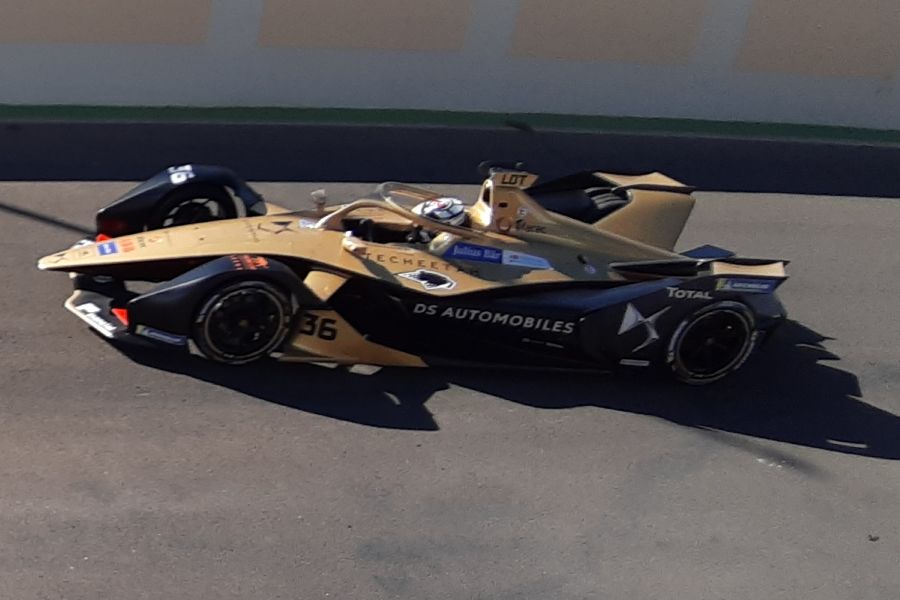
DS E-Tense (2018 à 2022)

- Championnat du monde des manufacturiers
  - Bugatti : une fois, en 1926
  - Delage : une fois, en 1927
- Championnat du monde Formule 1
  - Matra Sports : une fois, en 1969
  - Renault F1 Team : deux fois, en 2005 et 2006
- Championnat du monde des voitures de sport
  - Matra Sports : deux fois, en 1973 et 1974
  - Peugeot Sport : une fois, en 1992
- Championnat du monde des rallyes
  - Alpine Renault : une fois, en 1973
  - Talbot (PSA) : une fois, en 1981
  - Peugeot Sport : cinq fois, en 1985, 1986, 2000, 2001 et 2002
  - Citroën Racing : huit fois, en 2003, 2004, 2005, 2008, 2009, 2010, 2011 et 2012
- Championnat du monde de karting
  - Sodikart : deux fois, en 1993 et 2004
- Championnat du monde FIA GT1
  - Hexis Racing : une fois sur Aston Martin, en 2011
- Championnat du monde des voitures de tourisme
  - Citroën Racing : trois fois, de 2014 à 2016
- Championnat du monde de rallycross
  - Peugeot : trois fois avec le Team Hansen, en 2015, 2019 et 2021
- Championnat de Formule E FIA
  - Renault-e.dams : 3 fois, en 2015, 2016 et 2017
  - DS Automobiles : 2 fois avec DS Techeetah, en 2019 et 2020

### Constructeurs et écuries français vainqueurs d'une coupe du monde ou série internationale de la FIA
- Coupe du monde des rallyes tout-terrain
  - Citroën Racing : cinq fois, de 1993 à 1997
  - Schlesser original : cinq fois, de 1998 à 2002
- Coupe du monde des voitures de sport
  - JB Giesse : deux fois sur Ferrari, en 1999 et 2000
- Championnat FIA GT (première division)
  - Team Oreca : une fois sur Chrysler, en 1999
  - Larbre Compétition : deux fois sur Chrysler, en 2001 et 2002